# Revolta dos Marinheiros de 1964
A Revolta dos Marinheiros foi um conflito entre as autoridades da Marinha do Brasil e a Associação de Marinheiros e Fuzileiros Navais do Brasil (AMFNB) de 25 a 27 de março de 1964, no Rio de Janeiro. Os integrantes da AMFNB, uma organização assistencial e sindical, não estavam armados e insubordinaram-se para exigir mudanças na Marinha, contando com o apoio mútuo de movimentos de esquerda. A Marinha sitiou-os no Sindicato dos Metalúrgicos, e a crise propagou ao Arsenal de Marinha e navios da Armada. O desfecho, negociado pelo governo de João Goulart, indignou os realizadores do golpe de Estado de poucos dias depois, sendo assim um de seus antecedentes imediatos.
A AMFNB fazia parte dos movimentos de praças (baixas patentes militares) do início dos anos 60, responsáveis também pela Revolta dos Sargentos de 1963, da qual participaram muitos de seus membros. Era associação de classe para uma categoria pobre, com difíceis condições de trabalho, desprovida de direitos como o voto e casamento e marcada pela diferença social em relação aos oficiais. Fundada em 1962, seu presidente em 1964 era o marinheiro José Anselmo dos Santos, o “cabo Anselmo”. Nesses dois anos, adquiriu milhares de membros e uma liderança mais combativa, vindo a aproximar-se do presidente Goulart e temas de fora da corporação, como as reformas de base. Os oficiais receavam de sua possível indisciplina, e sua politização não foi tolerada, ao contrário das atividades políticas do oficialato.
O aniversário de dois anos da Associação, no dia 25, foi comemorado no Sindicato dos Metalúrgicos. Ao receberem notícia da prisão de diretores por declarações feitas no dia 20, os presentes decidiram permanecer em assembleia até o cumprimento de uma série de demandas. O ministro da Marinha Sílvio Mota decretou prontidão rigorosa, o que exigia a presença dos marinheiros em suas unidades, mas eles desobedeceram. No dia 26, o ministro quis invadir o Sindicato com fuzileiros navais reforçados pelo Exército. O comandante dos fuzileiros, almirante Cândido Aragão, foi exonerado por sua recusa em atacar. Em seguida, a primeira tentativa falhou com a adesão de alguns fuzileiros aos oponentes, enquanto a segunda operação foi cancelada para permitir que o presidente negociasse. Houve confrontos e sabotagem nos navios, e marinheiros foram alvejados no Arsenal de Marinha. A esquerda em geral era favorável aos revoltosos, enquanto o oficialato era contra. Goulart encerrou o confronto com a anistia aos marinheiros e nomeação de Paulo Mário da Cunha Rodrigues para o ministério da Marinha. Juntamente com seu comparecimento no dia 30 à reunião no Automóvel Clube, isso foi duramente criticado pela oposição e visto pelos oficiais como conivência com a quebra da disciplina militar, fortalecendo assim a base de apoio para o golpe militar que o derrubou ao final do mês.
O episódio tem paralelos à Revolta da Chibata de 1910, como já era sentido na época. Após o golpe, os envolvidos foram expulsos ou licenciados da Marinha e processados na Justiça Militar. Um núcleo politizado, liderado pelos ex-diretores, ingressou nas organizações guerrilheiras contra a ditadura militar, mas sem perder a coesão dos tempos da AMFNB. O “cabo Anselmo” colaborou com os órgãos de repressão nesse período, gerando a acusação de que a revolta em 1964 foi obra de agentes provocadores a serviço dos golpistas; isto é contestado por historiadores mais recentes. Após a Lei da Anistia de 1979, ex-marinheiros e fuzileiros navais disputaram por anos na Justiça e no Congresso para conseguir indenizações e a reintegração à reserva remunerada com promoções, organizando-se na Unidade de Mobilização Nacional pela Anistia (UMNA). Demandas da AMFNB, como o direito ao voto e matrimônio, acabaram atendidas mais tarde, e a condição das baixas patentes teve mudanças.

## Antecedentes

### O recrutamento na Marinha

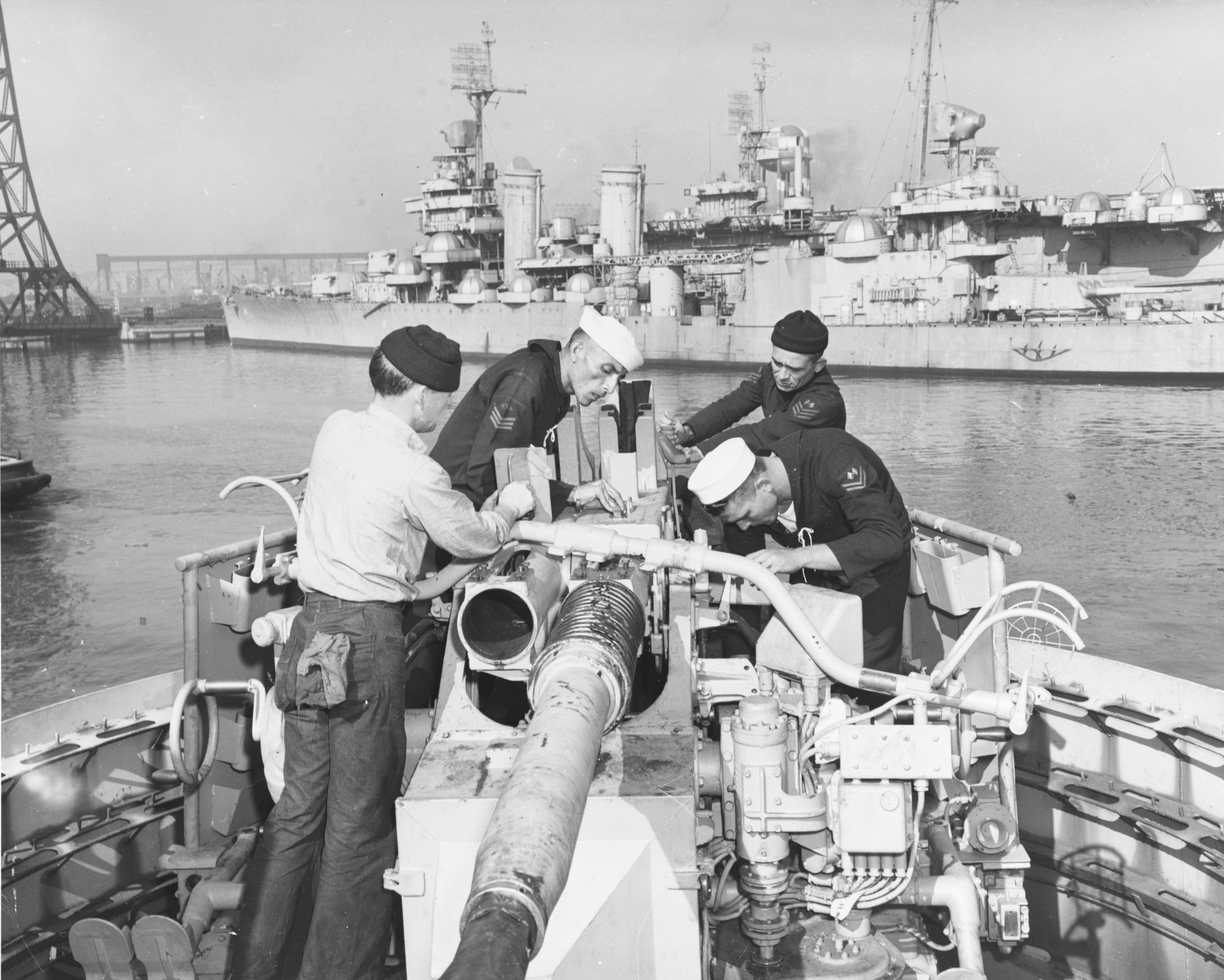
Tripulantes do cruzador Barroso, 1951

Os revoltosos de 1964 ingressaram na Marinha do Brasil no final dos anos 50 e início dos anos 60. Nessa época, as baixas patentes eram organizadas no Corpo do Pessoal Subalterno da Armada (CPSA), responsável por guarnecer os navios, e no Corpo do Pessoal Subalterno do Corpo de Fuzileiros Navais (CPSCFN). O CPSA, mais numeroso, incorporava jovens através do voluntariado, da conscrição e principalmente das Escolas de Aprendizes-Marinheiros, localizadas em Pernambuco, Ceará, Bahia e Santa Catarina. Assim, a maioria dos marinheiros vinha de famílias pobres, com parentes no campo, do Norte e Nordeste do país, buscando na Marinha a ascensão social. O recrutamento era divulgado no interior. O marinheiro Antônio Duarte recorda-se dos panfletos com a seguinte mensagem, que ele considerava enganosa: “na Marinha você terá possibilidades de conhecer o mundo. Através de promoções, atingir o oficialato.”
Nas Escolas de Aprendizes-Marinheiros, a educação era tanto militar quanto técnica, e a pressão era grande. O marinheiro dos anos 60 era um “operário especializado”, envolvido em cálculos, manobras e máquinas complexas, e portanto, pertencente a um corpo diversificado, dividido em muitas especializações. Assim como em 1910, na época da Revolta da Chibata, a Marinha passava por um reaparelhamento. Embora seus novos equipamentos fossem de segunda mão, eles já representavam um avanço tecnológico, e portanto, uma qualificação maior dos marinheiros.

### A condição dos praças

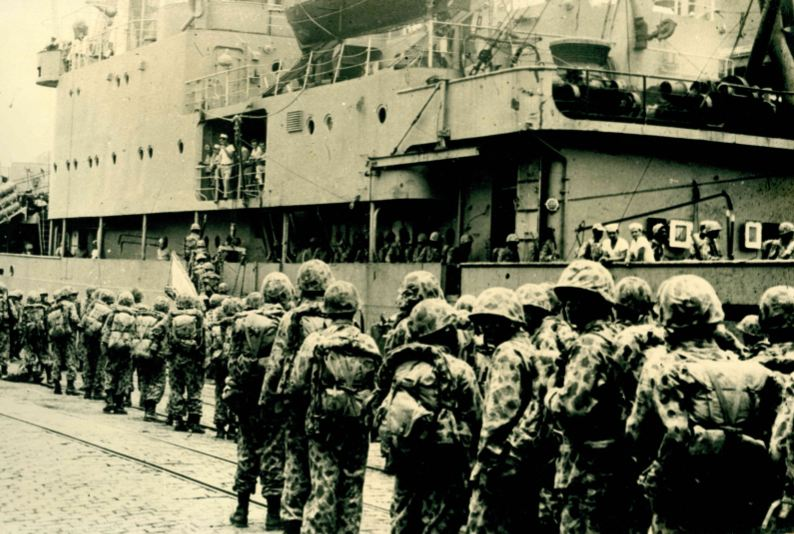
Embarque de fuzileiros navais em exercícios em 1964

A maioria dos navios, e portanto, dos praças, estava no Rio de Janeiro. A realidade nessa cidade, onde viviam sem apoio das famílias, era diferente do que esperavam. As condições de trabalho, moradia e alimentação eram duras. Os marinheiros viviam de aluguel, em grupos, nos bairros pobres (especialmente próximo à zona portuária) ou dentro das unidades militares, especialmente nos navios, onde residiam os “crônicos” ou “mexilhões”, pois o trabalho embarcado exigia uma disponibilidade absoluta. Nas férias, como o rendimento era muito pequeno para visitar as famílias, procuravam trabalhos temporários. Por outro lado, havia um fascínio romântico por essa vida aventureira; por exemplo, Avelino Capitani recorda-se do orgulho com que foi recebido quando retornou a sua cidade natal, no interior do Rio Grande do Sul, vestido com seu uniforme de marinheiro.
As opções de lazer eram poucas. Muitos se envolviam com drogas, prostitutas (o “baixo meretrício”) e pequenos crimes. O estereótipo do marinheiro era de um “indivíduo desgarrado e de moralidade duvidosa, frequentador de prostíbulos e violento, toxicômano e alcoólatra”. Esta imagem negativa já era antiga, e o preconceito era acentuado pelo grande número de negros e mestiços entre os marinheiros. Em novembro de 1964 o ministro da Marinha mencionou, num documento ao Presidente da República, a “concentração, aqui no Rio – principal base de apoio de nossas forças navais – de marinheiros e fuzileiros solteiros e afastados de suas famílias, sem o conveniente ambiente social e familiar, expostos, pois, aos conhecidos desvios para frequência de lugares pouco recomendáveis à formação do desenvolvimento dos jovens”.
A referência aos solteiros se liga a uma restrição: marinheiros, soldados e cabos só podiam contrair matrimônio após anos de serviço e com autorização de oficiais. As restrições iam além do trabalho. Em público, os praças eram obrigados a vestir o uniforme, mesmo fora do expediente, expondo-os ao estigma social. Não havia direito ao voto ou a concorrer em eleições. A violação dos Regimentos Disciplinares da Marinha não era punida com o castigo físico, como em 1910, mas as cobranças continuavam rigorosas. A continuidade na carreira dependia da avaliação subjetiva dos oficiais, que podiam cobrar até detalhes da apresentação pessoal de seus subordinados. Trinta pontos perdidos na caderneta-registro resultavam na exclusão do serviço ativo. Relatos de marinheiros enfatizam como as punições podiam ser arbitrárias; a simpatia ou interesses de um oficial podiam ser determinantes.
Para os oficiais, o rigor era menor. A diferença social entre eles e os praças era larga. Os oficiais tinham historicamente um recrutamento elitista e perfil aristocrático, e mantinham seus privilégios na alimentação, acomodação e outros aspectos do cotidiano. Até os suboficiais e sargentos estavam à frente dos cabos e marinheiros, desfrutando de um salário muito superior.  Um sistema de cursos possibilitava a ascensão na hierarquia, mas o estudo era difícil, especialmente para o pessoal embarcado. A promoção a 3.° sargento dependia de uma prova de conhecimentos profissionais e militares, com alto índice de reprovações. Somente duas tentativas eram permitidas para os cabos.
Na promoção a sargento, os sapatos e cintos pretos, nos principais uniformes das patentes mais baixas, eram trocados por novos de cor branca. A Revolta dos Marinheiros ocorreria no segmento dos “sapatos pretos”. Para um deles, Avelino Capitani, o conflito com as autoridades navais teve sua origem na perpetuação da “antiga e arcaica estrutura social de mando”, enquanto outro, Antônio Duarte, não acreditava no discurso da Marinha, que exaltava a transformação revolucionária da instituição ao longo do tempo. A frustração, o inconformismo, a união e o costume de resistir às adversidades da própria atividade naval levaram esse segmento a se organizar.

## A AMFNB e a Marinha

### A associação “fuzinauta”
Essa época, a primeira metade dos anos 60, foi no Brasil um período de grande mobilização de grupos como estudantes, sindicalistas, artistas, camponeses organizados, comunistas e a  juventude católica. Como parte dessa agitação social e ligados às demais forças, surgiam movimentos das baixas patentes das Forças Armadas, como sargentos, cabos e soldados. Tipicamente de esquerda, com ideologia nacionalista e reformista, organizavam-se em associações de classe, entre elas a Associação dos Marinheiros e Fuzileiros Navais do Brasil, (AMFNB) fundada em 25 de março de 1962 por marinheiros e fuzileiros navais, até a graduação de cabo. Esse grupo também é referido como a associação ou movimento “fuzinauta”, enfatizando a causa comum dos marinheiros e fuzileiros navais. Vários de seus fundadores eram indivíduos mais escolarizados e politicamente informados, que seguiam o exemplo das associações de sargentos e taifeiros, já reconhecidas pela Marinha.
O movimento “fuzinauta” era inicialmente desvinculado dos movimentos de esquerda, e seu viés era “mais reivindicatório do que político”. Das sete finalidades listadas no seu estatuto, cinco eram assistenciais. Ela providenciava “assistência médica e jurídica, desenvolvimento de projetos de incentivo à educação com parcerias que proporcionavam o acesso às salas de aula, cursos de etiqueta básica, cursos de inglês, atividades recreativas (bailes, futebol e passeios pela cidade) e ajuda àqueles que desejassem abandonar vícios como o jogo e o alcoolismo”, além de alojamento para os que perdiam a condução. Somente duas das finalidades eram específicas para os associados; as demais visavam as graduações mais baixas como um todo.
Essa atividade assistencial preenchia a lacuna deixada pela assistência social da Marinha, “considerada quase que inexistente”. Um marco no desenvolvimento da AMFNB foi a participação da assistente social Erica Bayer in Roth, a partir de outubro de 1962. Como dirigente da Diretoria de Serviço Social, ela recorreu a serviços públicos e de voluntários e organizou um departamento jurídico e seções de Saúde, Família e Educação. Com a permissão da secretária de serviços sociais do Estado da Guanabara, Sandra Cavalcanti, os associados reformaram uma escola estadual, onde passaram a receber aulas noturnas com estudantes universitários. A própria Roth ministrava aulas de filosofia. Ela ganhou o apelido de “madrinha dos marinheiros do Brasil”.
Essa experiência de associativismo militar tinha também um caráter sindical; o brasilianista Thomas Skidmore caracteriza-a como “um sindicato que exigiria melhoria de condições de trabalho a seus comandantes”. A AMFNB publicava o jornal A Tribuna do Mar e mantinha representantes nas organizações militares, os “delegados”, encarregados de divulgar a entidade e recolher as mensalidades e contribuições. A rotina da Marinha era de constantes viagens, acelerando o recrutamento de novos membros e a estruturação da entidade em âmbito nacional. As mensalidades dos sócios financiaram a sede na rua São José, no Centro do Rio de Janeiro.

### A disputa pela diretoria

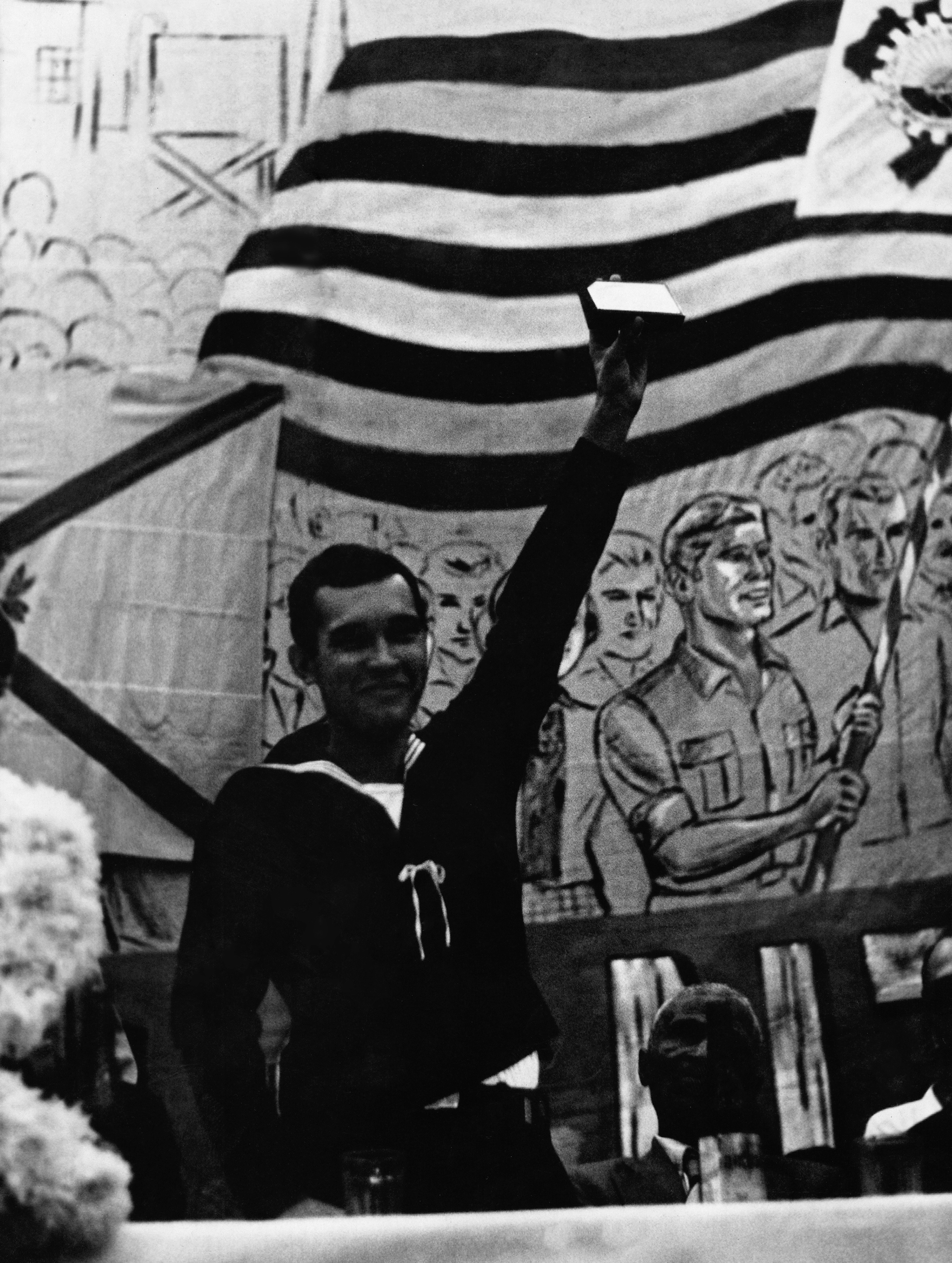
O marinheiro José Anselmo dos Santos, o “Cabo Anselmo”

O primeiro presidente da AMFNB foi o cabo artilheiro João Barbosa de Almeida. Bem relacionado com os almirantes, tinha atitude conciliatória com os oficiais, procurando evitar o confronto e a radicalização. Desde o início ele comunicou a existência da Associação às autoridades. Seu objetivo era o reconhecimento pelo Ministério da Marinha, sem o qual o recolhimento das mensalidades não podia ser feito diretamente na folha de pagamento, e portanto era trabalhoso. Entretanto, não houve reconhecimento. Esse privilégio era concedido a associações de classe menos politizadas, mas não a possíveis fontes de problemas como a AMFNB, vista desde o início com desconfiança pelos oficiais e investigada pelo Centro de Informações da Marinha (CENIMAR).
A política conciliatória dessa primeira diretoria era criticada por outra facção, composta de marinheiros embarcados, cuja progressão de carreira e desenvolvimento social eram mais difíceis. Eles queriam uma organização mais militarizada, na forma de comitês, e uma atividade política e militante. Faltava-lhes, porém, “uma pessoa emblemática, um símbolo, para enfrentar a situação”, nas palavras do marinheiro Antônio Duarte dos Santos. Esta posição foi preenchida pelo marinheiro José Anselmo dos Santos, politizado por Antônio Duarte. Anselmo tinha certa cultura, era carismático e conhecido pelo seu dom de oratória. Á época, ele servia no Centro de Instrução Almirante Wandenkolk (CIAW), onde entravam e saíam inúmeros praças para cursos de especialização, e que portanto, servia de polo irradiador da AMFNB dentro da Marinha.
Em abril de 1963, Anselmo foi eleito presidente da AMFNB com 236 votos. A nova diretoria também incluía Marcos Antônio da Silva Lima como vice-presidente e Antônio Duarte dos Santos como presidente do Conselho Deliberativo. Segundo o cabo e “marinheiro-jornalista” Pedro Viegas, Anselmo não era o nome mais forte para a presidência da AMFNB, e só foi eleito devido à desistência de três outros candidatos mais preferidos. Anselmo é reconhecido entre a esquerda e os militares como um líder mais combativo, mas fontes dos marinheiros revelam que o mais militante não era Anselmo, mas o vice-presidente Marcos Antônio da Silva Lima. Marcos Antônio tinha posição de liderança entre os marinheiros e mantinha contato com outras entidades civis e militares. Segundo Antônio Duarte dos Santos, o presidente não era nem mesmo a figura mais historicamente relevante no grupo; “Anselmo consultava Marco Antônio a respeito de praticamente todos os assuntos”. Raimundo Porfírio da Costa, delegado da AMFNB, ressalta que as ações atribuídas a Anselmo eram decisões coletivas do movimento.
Sob a nova diretoria, as relações com a Administração Naval pioraram. Os oficiais em geral não aceitavam o reconhecimento da Associação e nem liberavam seus membros para atividades da entidade. As exceções eram alguns oficiais alinhados ao governo federal de João Goulart, como Cândido Aragão, comandante do Corpo de Fuzileiros Navais, ele mesmo um soldado que ascendeu até o almirantado. Aragão “cedia viaturas para passeios de grumetes recém-chegados das escolas de aprendizes-marinheiros e permitia que os representantes da Associação trabalhassem livremente no recrutamento de novos sócios, além de servir de intermediário entre o ministro da Marinha e a AMFNB”.

### Conflito com as autoridades

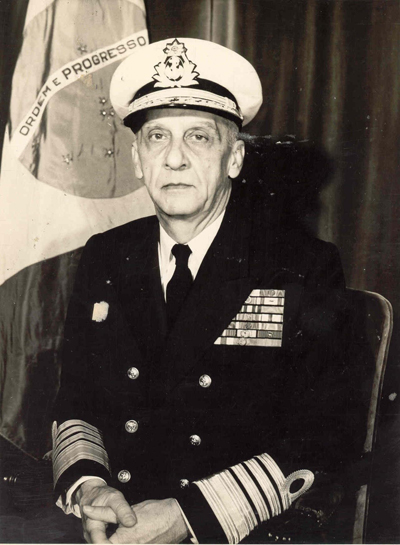
Sílvio Mota, ministro da Marinha de 1963 a 1964

Em maio de 1963, o discurso radicalizante do subtenente do Exército Gelcy Rodrigues Correia — “pegaremos em nossos instrumentos de trabalho (fuzis) e faremos as reformas juntamente com o povo” —  repercutiu entre os “fuzinautas”. A ideia de ser “soldados do povo”, extrapolando os limites da caserna, soava convincente. A AMFNB aproximou-se do movimento dos sargentos, cuja preocupação do momento eram os impedimentos legais às candidaturas que lançaram nas eleições gerais de 1962. Segundo Antônio Duarte, a eleição “aumentou a autoestima e a confiança política dos soldados, confirmando e fortalecendo a visão reformista de que era possível uma transformação da estrutura conservadora das Forças Armadas”.
Em 12 de setembro de 1963, sargentos da Aeronáutica e Marinha lançaram operações militares em Brasília como reação a uma decisão do Supremo Tribunal Federal reiterando a inelegibilidade dos sargentos. A AMFNB não foi responsável pela revolta, mas 72 de seus membros (de 270 praças da Marinha participantes) estavam envolvidos e sua diretoria era favorável aos revoltosos. Com a derrota dos sargentos em Brasília, os movimentos de praças foram criticados na imprensa e perseguidos pelas autoridades militares.
A preocupação dos oficiais era com o rompimento da hierarquia militar e indisciplina. Mas pesquisadores da revolta já chamaram atenção para os atentados contra a hierarquia cometidos entre os oficiais que faziam oposição ao governo, alguns até participando de conspirações para derrubar o presidente. Argumenta-se, portanto, que os subordinados seguiam o exemplo das manifestações políticas de seus chefes, e ainda, que essas manifestações só eram tratadas como indisciplina e quebra de hierarquia quando partiam dos praças. A indisciplina era de fato utilizada pela AMFNB como instrumento de barganha. Como escreveu o marinheiro Raul Duarte na Tribuna do Mar em fevereiro de 1964, a concessão das demandas era necessária “para que sejam salvaguardadas a disciplina e a hierarquia militar”. No mesmo jornal, Antônio Duarte dos Santos propôs “modificar este velho ponto de vista do “militar disciplinado” e alheio aos problemas de sua pátria”.
Diante da crescente polarização política, e temendo uma nova revolta de praças, em 16 de setembro o ministro da Marinha Sílvio Borges de Sousa Mota determinou ao chefe do Estado-Maior da Armada que pressionasse a AMFNB para mudar seu estatuto, tornando-o puramente apolítico. O ofício alertou para a “linguagem sindical, cheia de reivindicações para ‘classe’ e vários deles com sentido duplo” publicada na Tribuna do Mar. A alta administração naval aceitaria a AMFNB se cumpridas suas exigências, tal como aceitava a associação dos suboficiais e sargentos, mas ainda assim, suas atividades seriam fiscalizadas, pois “seu corpo social será sempre transitório e composto de homens de pouca idade” e “correrá o risco de cair em mãos de elementos aproveitadores”, “tal como vem ocorrendo em outros setores da coletividade brasileira”. No entendimento jurídico da administração naval, o estatuto violava a legislação sobre a manifestação política dos militares, que só poderia ocorrer através dos chefes.
A diretoria da AMFNB confrontou a administração naval. Em assembleias e manifestações, os “fuzinautas” faziam demandas como “uma reformulação do Regulamento Disciplinar para a Marinha, bem como melhores salários e condições de serviço, o reconhecimento de sua associação pela força naval, estabilidade na carreira, direito ao voto e ao casamento, além de poder usar trajes civis nos horários de folga”. Segundo o ministro da Justiça Abelardo Jurema, Sílvio Mota mostrou-lhe estudos comprovando a viabilidade das reivindicações e seu cumprimento já havia sido decidido. Porém, isto não foi implementado.

### Projeção nacional

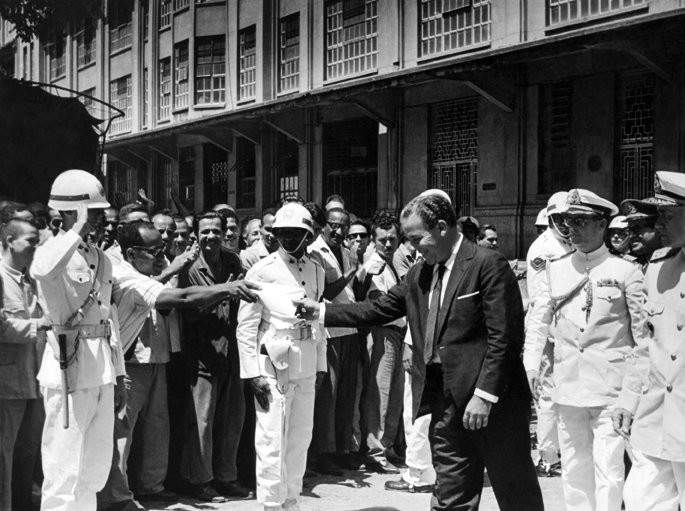
João Goulart no Arsenal de Marinha em 1964

A administração naval tentou desarticular a AMFNB, perseguindo seus delegados e diretores. Para evitar uma revolta, os diretores eram dispersos entre as embarcações e submetidos a convocações do CENIMAR. Como não viam solução da parte das autoridades navais, os “fuzinautas” buscaram o apoio do governo federal e de movimentos sociais. Em 1964, entraram em radicalização. Em janeiro o presidente Goulart nomeou o almirante Aragão e o general Assis Brasil para intermediarem o conflito dos “fuzinautas” com os almirantes. Isto não surtiu efeito, mas a AMFNB expandiu seus contatos políticos e sindicais.
A aproximação era mútua, pois a Associação crescia em relevância e atraía interesse, tanto de inimigos quanto de aliados. O número de sócios já estava em torno de quinze mil, dos quais um terço eram contribuintes, segundo Anselmo; isto, num efetivo de cerca de 40 mil na Marinha. Havia sucursais em Ladário, Natal, Recife e Salvador e outra em formação em Vitória. O almirante Eddy Sampaio Espellet, do CENIMAR, recorda-se de como “para atrair os marinheiros, a Associação conseguiu vantagens incríveis: dinheiro a fundo perdido do Ministério da Educação (...); médicos que davam consultas de graça e, o que é mais, conseguiu, em tempo recorde, o seu reconhecimento como sociedade de interesse público, por parte do Ministério da Justiça, o que é dificílimo de ser conseguido”.
Em 1.° de fevereiro, a AMFNB alcançou a primeira página dos jornais. Em assembleia no Sindicato dos Rodoviários, com representantes de 17 sindicatos e associações militares, o movimento “fuzinauta” exigiu a anulação de um Inquérito Policial Militar aberto contra seus dirigentes em outubro. Conforme Anselmo, o almirante Aragão rompeu com eles por discordar da realização desse evento. A Tribuna do Mar chegou à tiragem de quinze mil exemplares, os dirigentes conseguiram um programa na Rádio Mayrink Veiga e em algumas ocasiões, reuniram-se com o chefe da Casa Civil da Presidência da Repúlica, Darcy Ribeiro.
O presidente Goulart, Leonel Brizola, o Comando Geral dos Trabalhadores (CGT) e o Partido Comunista Brasileiro (PCB) tentaram capitalizar o apoio da AMFNB. Uma de suas demandas, o direito de voto aos praças, já fazia parte da pauta da esquerda e era defendida pelo CGT, o principal órgão sindical da época. A relação dos praças com Brizola também era próxima. Graças ao almirante Aragão, Brizola aparecia na televisão com dois fuzileiros navais como guardas. Os “fuzinautas”, por sua vez, apoiavam as reformas propostas por Goulart, admiravam Brizola e tinham contatos com organizações como o PCB e a Política Operária (POLOP).
Essas relações afastaram a AMFNB ainda mais do Conselho do Almirantado. A associação ao PCB, em especial, levava os oficiais a acusar a entidade de ser um braço dos comunistas, mas a proximidade não chegava a esse ponto, apesar de haver alguns quadros do “Partidão” dentro da Associação. Erica Roth era também comunista, mas não militante partidária, e deu recomendações bibliográficas aos “fuzinautas” no seu processo de politização. Existem mais informações sobre os marinheiros e fuzileiros navais brizolistas do que comunistas, e o PCB focava seu proselitismo militar entre os oficiais. A dissidência que formaria o PCdoB tinha alguma influência, e Antônio Duarte dos Santos, mesmo crítico ao partido, foi convidado a algumas de suas reuniões.
O ministro da Marinha era pressionado, de um lado, pelo governo para conservar a Associação, e do outro, pelo Conselho do Almirantado, para fechá-la. Porém, não seria simples fechar a Associação com milhares de marinheiros; o efeito político seria dramático, e ela era pessoa jurídica. O ministro temia que, se mandasse fechá-la, isso seria contestado nos tribunais e ela seria reaberta por um mandado de segurança. Os marinheiros, por sua vez, mostraram-se dispostos a algumas concessões, e retiraram de seu estatuto o termo “classe”, ao qual a administração naval havia objetado.
Em 20 de março a AMFNB faria uma homenagem ao marechal Osvino Ferreira Alves, presidente da Petrobras, na Refinaria de Duque de Caxias, mas o ministro Mota intercedeu junto a Osvino para impedir o evento. Os marinheiros e fuzileiros navais reuniram-se então no Sindicato dos Bancários, onde criticaram duramente o ministro da Marinha e exigiram sua exoneração. Em seu lugar, queriam o ex-ministro Pedro Paulo de Araújo Suzano. O ministro respondeu com sucessivas prisões de diretores da Associação. Três deles — Antônio Duarte dos Santos, José Anselmo dos Santos e Marcos Antônio da Silva Lima — ficaram escondidos para que pudessem participar do aniversário da entidade.
Enquanto a crise se desenrolava, o presidente Goulart viajou a sua terra natal em São Borja, no Rio Grande do Sul, para passar o feriado da Semana Santa.

## A revolta

### O aniversário da Associação

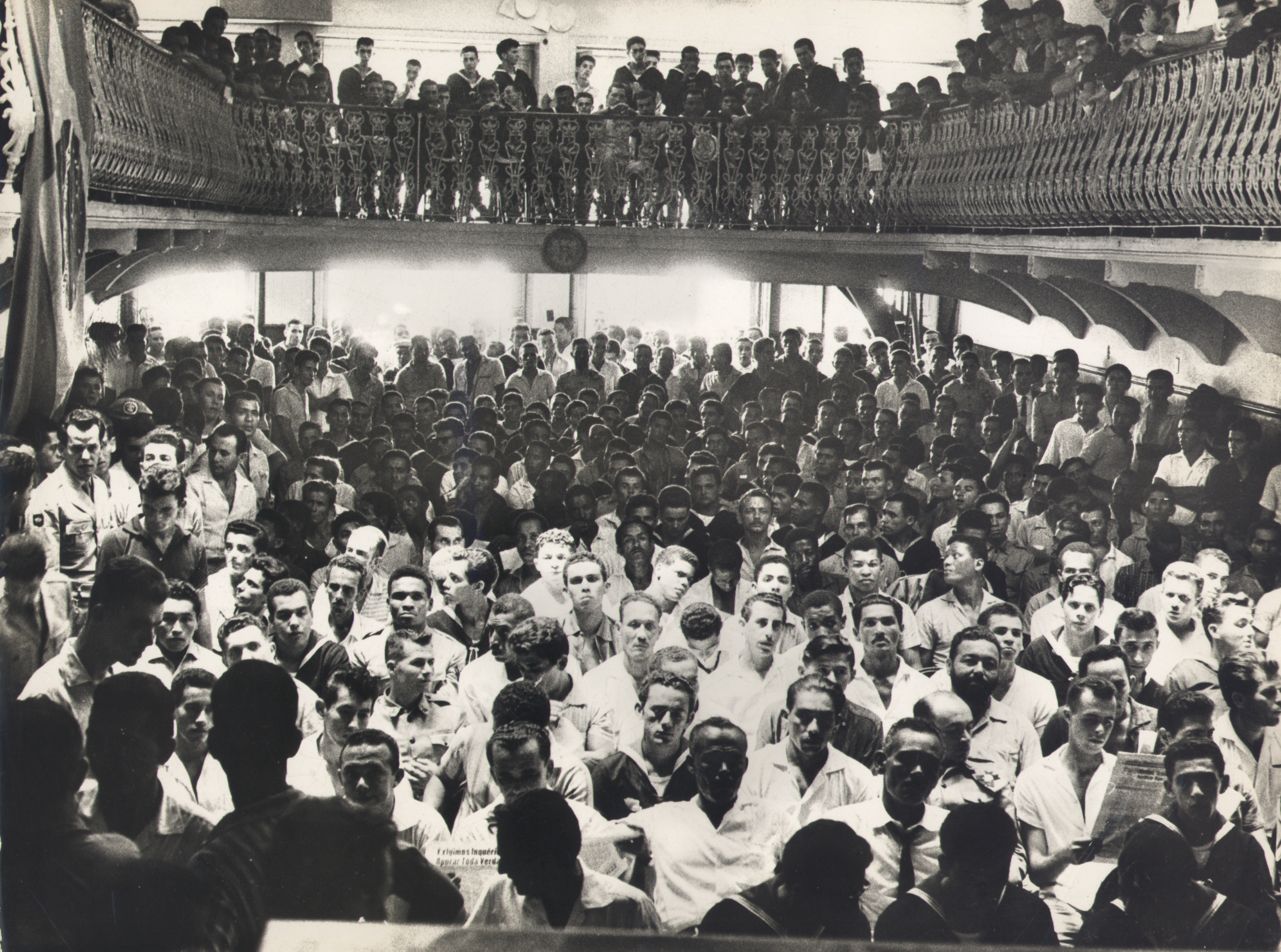
Interior do Sindicato

A comemoração dos dois anos da Associação, em 25 de março, era anunciada desde janeiro. Ela estava programada para o Sindicato dos Metalúrgicos, o “Palácio de Aço”, às 19:00. O presidente da República foi convidado, mas não compareceu, aconselhado pelo ministro da Marinha. Grande parte dos historiadores registra que o evento foi proibido pela Marinha, mas o ministro Mota nunca afirmou ter feito essa proibição em seu depoimento em 1964. Ele contestou a reunião em outras bases legais, como a proibição à manifestação pública sobre questões internas e políticas. Os mandados de prisão eram pelos eventos do dia 20. O aniversário em si era legal: a AMFNB era entidade registrada em cartório civil, os marinheiros estavam de folga e a comemoração não era numa repartição militar.
Estavam ausentes o presidente, o ministro Jurema e o almirante Aragão. Uma presença notória foi a de João Cândido, líder da Revolta da Chibata, que recebia uma pensão da Associação. Com 84 anos, foi fotografado pelo jornal Ultima Hora com o título “Revolta de 1910 presente em 64”, enfatizando a conexão entre as duas gerações de marinheiros. Porém o “Dragão do Mar”, como era conhecido, discordava dos marinheiros mais jovens por seu envolvimento em questões fora do âmbito naval; “Revolta de marinheiro só dá certo no mar””. “Marinheiro deve é tomar navio, porque é nele que sabe se mexer, e não ir para um sindicato, se expor à ação do inimigo, que poderia até ter bombardeado tudo.” A ligação entre 1910 e 1964 não se resume a esta presença simbólica e consiste na disputa dentro da hierarquia da Marinha e no lugar dos marinheiros na sociedade.
Compareceram mais de 1.000 ou 1.600 marujos. Além de marinheiros e fuzileiros navais, estavam ali praças de outras corporações, como da Polícia Militar da Guanabara e Força Aérea Brasileira, além de civis, incluindo deputados, líderes sindicais e jornalistas. Paulo Schilling nota como “a unidade das esquerdas tinha sido restabelecida”: compareceram e discursaram figuras de destaque de vários setores, como o Partido Comunista, o Comando Geral dos Trabalhadores, a Ação Popular e a Liga Feminina. O deputado Max da Costa Santos representava os brizolistas. Paulo de Mello Bastos, Osvaldo Pacheco, Dante Pelacani e Hércules Corrêa representavam o CGT; este último era também deputado e comunista. Osvaldo Pacheco discursou, afirmando que poderia parar o Brasil.

### O discurso de Anselmo

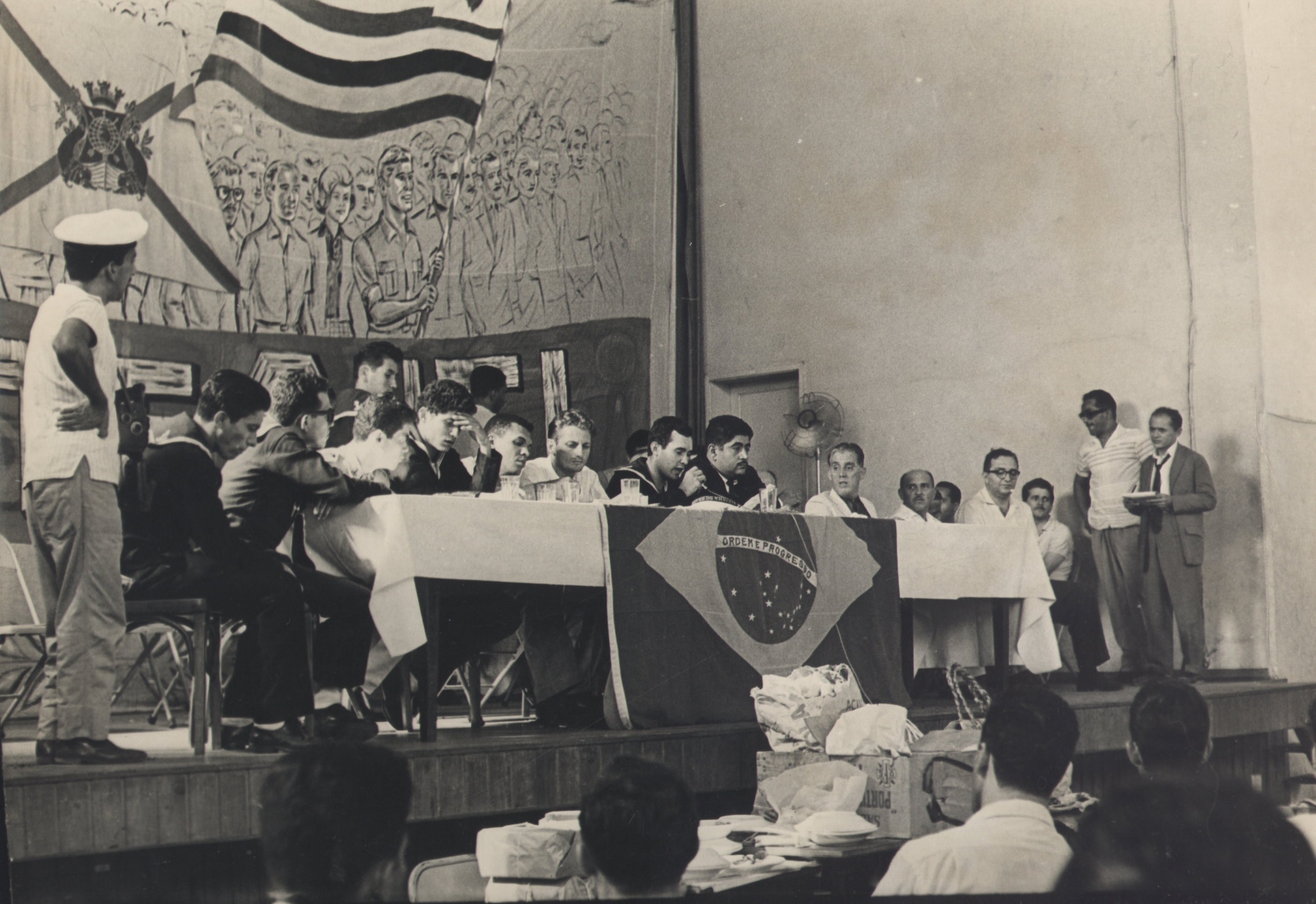
Anselmo ao microfone. À sua direita, Hércules Corrêa, do CGT

Os marinheiros aprovaram a criação de uma União Geral dos Trabalhadores Militares, unificando as associações de praças, e decidiram enviar ao ministro as propostas do “fim das punições e libertação de todos os presos, reconhecimento da Associação, humanização da Marinha, melhoria de alimentação nos navios e quartéis e a apresentação e punição dos torturadores”.
O “cabo Anselmo”, reconhecido por sua habilidade oratória, fez um discurso bastante político, falando em “latifúndio”, “imperialismo”, “reformas de base” e “explorados”. Sua retórica era plenamente alinhada à esquerda da época, e suas pautas, compatíveis com as do CGT, União Nacional dos Estudantes (UNE), Pacto de Unidade e Ação e Frente Parlamentar Nacionalista. Os conceitos não eram inéditos e revelavam proximidade ao brizolismo. O comunista Carlos Marighella colaborou na redação do texto, como relatam Anselmo e Antônio Duarte. O discurso era dirigido ao presidente da República, declarando-se favorável às suas reformas, e buscava seu apoio ao enfatizar que os marinheiros pertenciam às “classes populares”.
Anselmo caracterizou a AMFNB como resposta à discriminação e defendeu-a da pecha de “entidade subversiva”. Rebatendo essa acusação, afirmou que quem “tenta subverter a ordem são os aliados das forças ocultas, que levaram  um presidente ao suicídio, outro à renúncia e tentaram impedir a posse de Jango e agora impedem a realização das Reformas de Base”. Em seguida, associou a situação presente à Revolta da Chibata. No campo militar, disse ter apoio de praças no Exército, Aeronáutica, Polícia Militar e Corpo de Bombeiros. Bateu de frente com a oficialidade ao relatar a expulsão do diretor da Associação e a proibição da escuta do comício nos navios. Para o Congresso, exigiu que aceitasse a reforma agrária sem indenização prévia em dinheiro e o pleno direito de voto aos militares. Com a Marinha, queria a reforma do Regulamento Disciplinar, o reconhecimento da AMFNB, a anistia para os rebeldes de Brasília, o anulamento das faltas disciplinares e a estabilidade para cabos, marinheiros e fuzileiros.

### A permanência no Sindicato dos Metalúrgicos

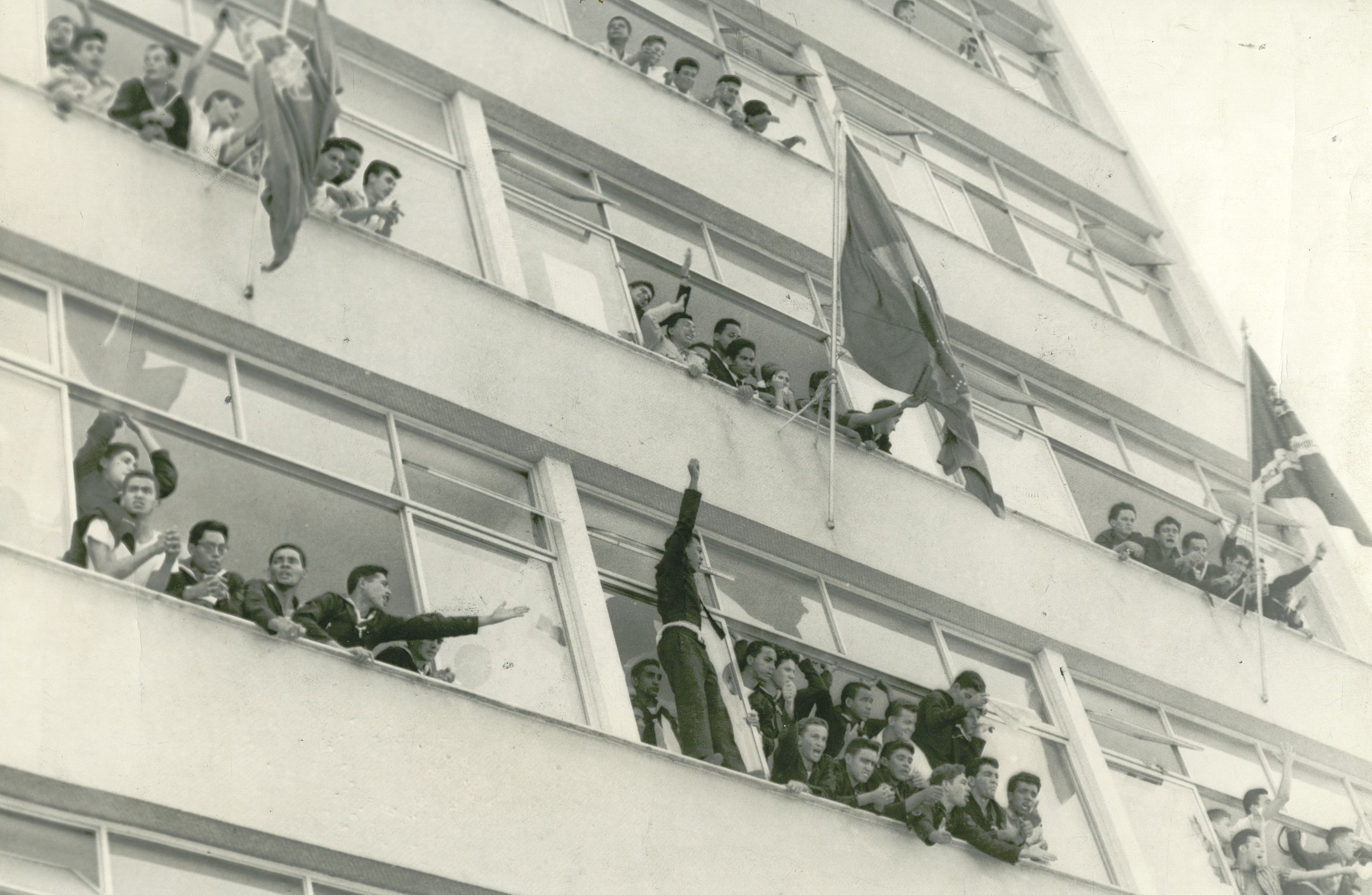
Marinheiros se dirigem aos fuzileiros navais do lado de fora

O aniversário começou em clima festivo, mas virou um alvoroço com a notícia das prisões. Os presentes decidiram, em solidariedade, apresentar-se presos na segunda-feira, dia 30. Porém o marinheiro Octacílio dos Anjos Santos (“Tatá”) tomou a palavra e sugeriu que permanecessem ali, lembrando que muitos moravam a bordo. O cabo Cláudio Ribeiro subiu o tom, propondo que a comemoração se tornasse uma assembleia permanente para obter o reconhecimento da Associação pela Marinha. Esses dois discursos foram exaltados e de grande importância.
O ministro da Marinha ouviu às 02:30 da madrugada, já no dia 26, a ideia dos marinheiros de se apresentarem presos na segunda. Sua resposta foi decretar prontidão rigorosa. Dessa forma, os marinheiros tinham a obrigação de comparecer às suas organizações militares, ou estariam cometendo insubordinação. Ao amanhecer o almirante Aragão foi ao Sindicato para pessoalmente transmitir essa ordem. Retornou com as condições dos marinheiros — o reconhecimento da AMFNB e a anulação das punições. O ministro não aceitou. Os marinheiros, por sua vez, permaneceriam em vigília enquanto suas reivindicações não fossem atendidas. Assim, o conflito estava desenhado. O Ministério da Marinha preparou uma resposta militar, enquanto a AMFNB não usou armas para fazer suas demandas.
Em nota, a AMFNB definiu a situação como “uma epopeia que culminará com reformas de nossos regulamentos  arcaicos”, enquanto para a Marinha, uma “minoria de militares, cerca de 600 homens, entre marinheiros e fuzileiros, encontra-se desde ontem à noite em atitude de franca indisciplina”. O comunicado das autoridades navais afirmava também que o ministro da Marinha apoiava as reformas do presidente Goulart e a melhoria das condições dos marinheiros já estava em curso.

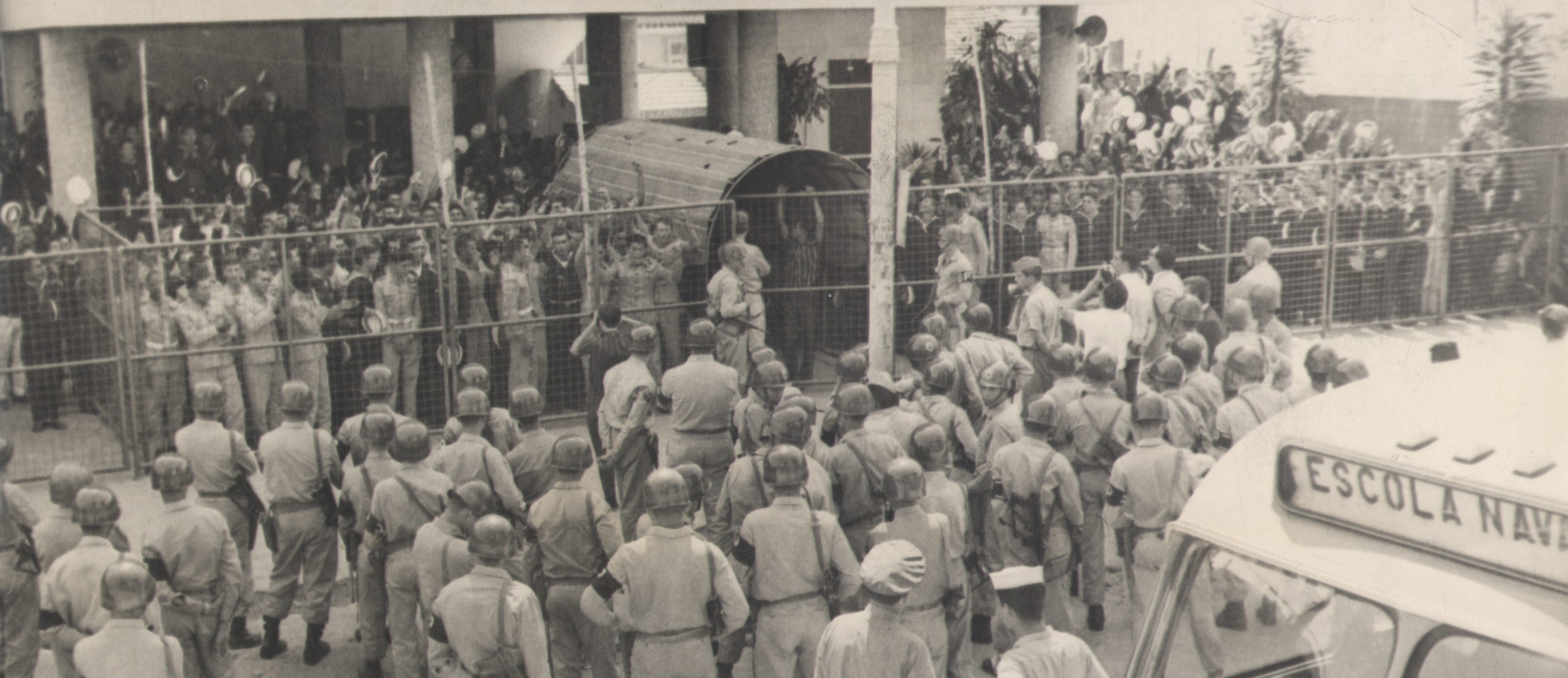
Fuzileiros navais encaram os marinheiros na entrada do Sindicato

Um helicóptero da Marinha e um avião amarelo sobrevoavam o Sindicato. Curiosos, familiares e namoradas traziam mantimentos e cigarros. A emoção no interior era de aflição, com os marinheiros sentindo-se na defensiva. Depoimentos de Anselmo e Antônio Duarte descrevem também uma perda de controle; Duarte aponta, em especial, o discurso de “Tatá” como desestabilizante. Por outro lado, ao fazer suas demandas, peitando a administração naval, o movimento não estava na defensiva.
As esquerdas em geral se manifestaram em favor dos marinheiros, mesmo com objeções internas de que a infração à disciplina era grave e serviria de pretexto para um golpe da direita. A simpatia com a causa dos revoltosos era forte. Para a UNE, “somente a reação se sente ameaçada com o movimento dos marinheiros”. Para o jornal Novos Rumos, do Partido Comunista, só estavam contra os marinheiros “os inimigos da pátria, os gorilas com ou sem farda”. Panfleto, ligado a Leonel Brizola, anunciava: “regime feudal na Marinha vai acabar”. O CGT ameaçou greve geral se os marinheiros fossem reprimidos e assumiu função arbitradora.

### Ofensivas das autoridades

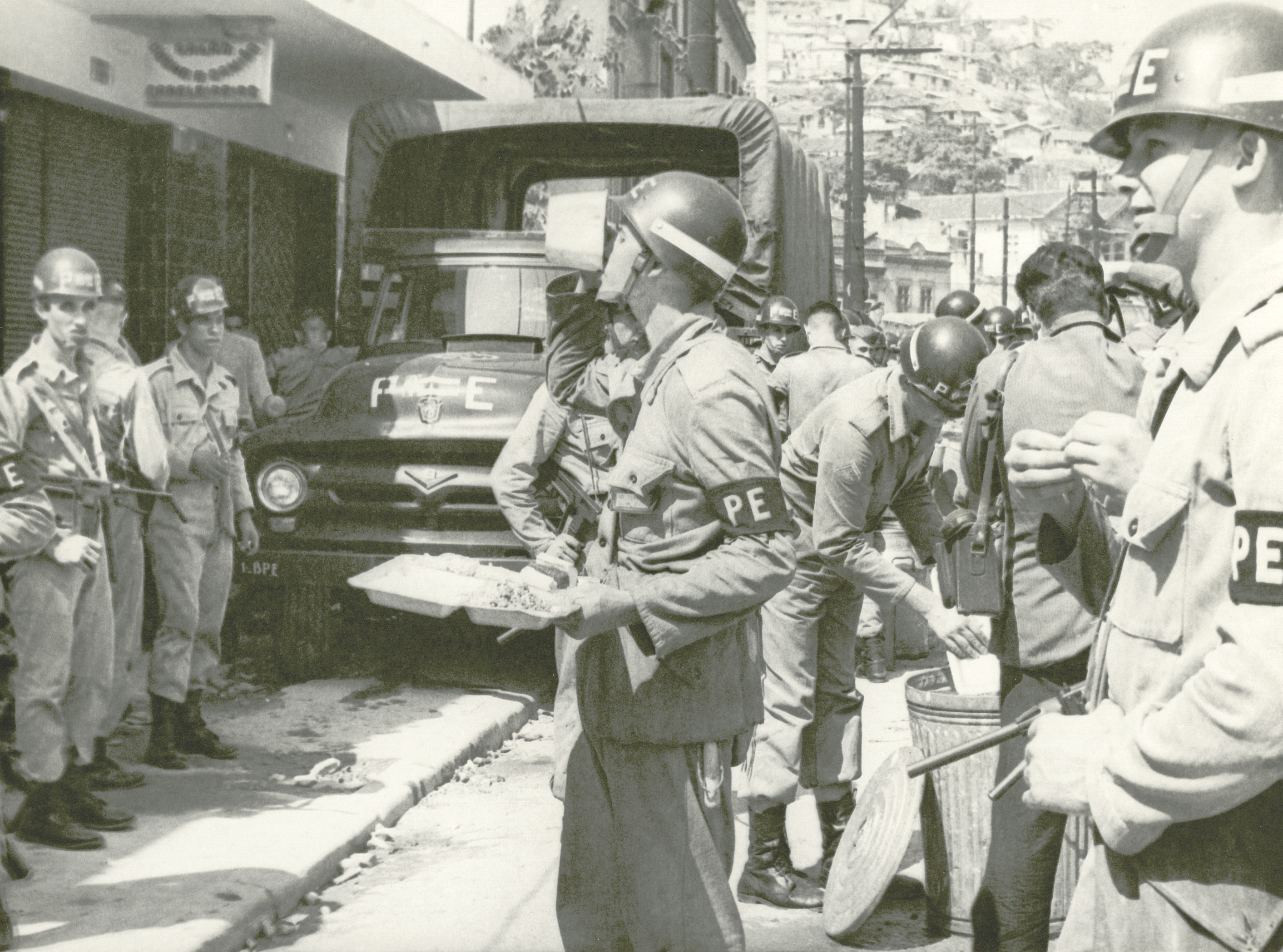
A Polícia do Exército

O almirante Aragão recebeu a ordem de atacar os marinheiros, mas recusou-se e pediu exoneração. Seu subcomandante, o almirante Washington Frazão Braga, fez o mesmo. Somente o almirante Luiz Phelippe Sinay, do Núcleo da Divisão de Fuzileiros Navais, aceitou liderar a operação. A oficialidade exigia que os marinheiros saíssem, “vivos ou mortos”. A Companhia de Polícia do Corpo de Fuzileiros Navais, deslocada da Ilha das Cobras, estava encarregada da invasão, programada para as 09:15. 90 fuzileiros navais vieram em cinco ônibus. De dentro do Sindicato, os marinheiros incitavam os fuzileiros navais e cantavam o Hino Nacional. O soldado Raimundo Nonato Barbosa, desobedecendo suas ordens, abandonou seu capacete, munição e submetralhadora INA e aderiu aos marinheiros. 25 de seus companheiros repetiram o gesto, para a euforia dos marinheiros e estupefação dos comandantes. O restante da Companhia teve que recuar.

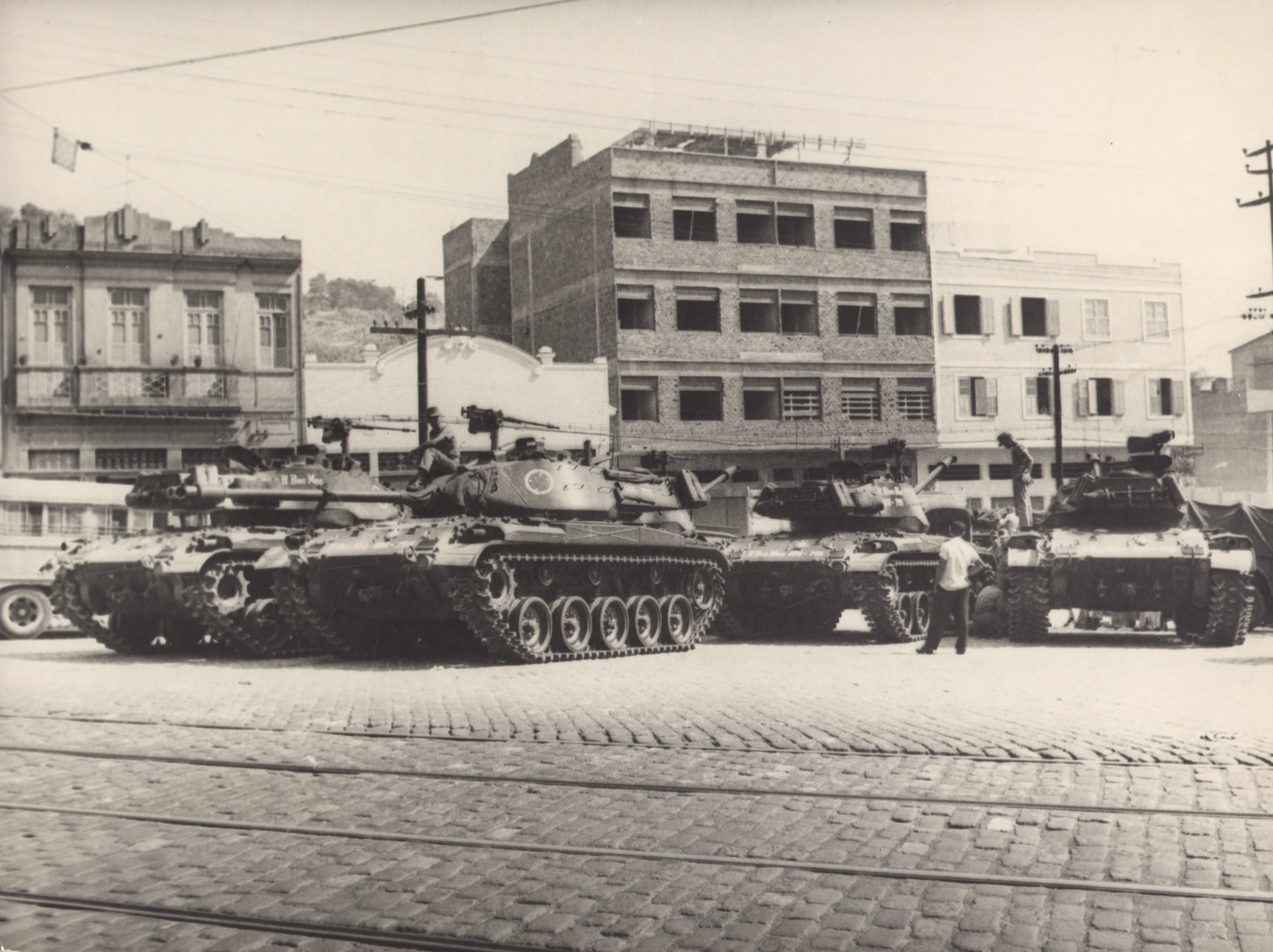
Tanques do Exército no Largo do Pedregulho

No Ministério da Marinha, almirantes indignados exigiam que o ministro Mota afirmasse sua autoridade. Planejou-se uma nova invasão, dessa vez com o Batalhão Riachuelo, sediado na Ilha do Governador. Comandado pelo capitão de fragata Hélio Migueles Leão, chegou às 16:00. Um pelotão recebeu gás lacrimogêneo. Porém, às 18:00 o almirante Sinay recebeu a ordem de retirar a tropa: nada seria feito sem a ordem do presidente, que voltava de São Borja. Restavam as negociações, que prosseguiram ao longo do dia.
O Exército teve participação marginal na contenção aos insubordinados. A situação disciplinar na Força Terrestre estava melhor, e não houve adesão de seus soldados à revolta. O apoio foi solicitado pelo ministro da Marinha ao Ministério da Guerra e chegou a contar com doze tanques e 500 soldados do Regimento de Reconhecimento Mecanizado e 1.º Batalhão de Polícia do Exército, este último com a presença em campo do coronel Domingos Ventura. A participação foi pedida para ambas as ofensivas, e à tarde todo o quarteirão estava fechado pelo Exército. Porém, a posição oficial do Ministério da Guerra era que o problema “no momento, está restrito à alçada do Ministério da Marinha.”

### Propagação aos navios

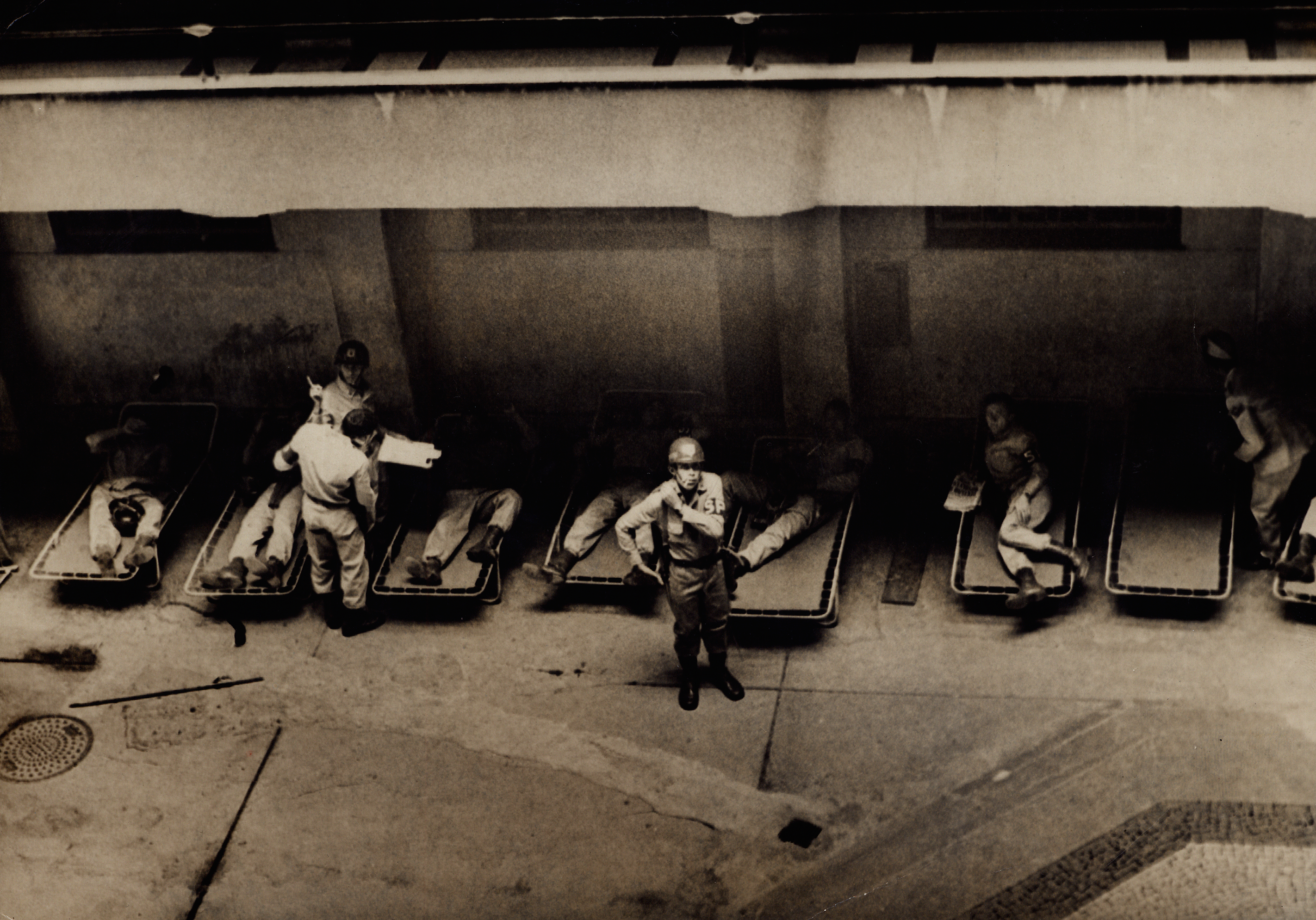
Fuzileiros no Ministério da Marinha

Na manhã do dia 27, um grande grupo de marinheiros deixou suas embarcações e seguiu pelo Arsenal de Marinha para aderir aos outros no Sindicato. No caminho, caíram numa emboscada: oficiais e fuzileiros postados nos prédios, entre eles o do Ministério da Marinha, abriram fogo, sob o comando do almirante Arnoldo Hasselmann Fairbairn. O capitão de fragata Rafael de Azevedo Branco avançou contra eles. Alguns caíram na água, outros reagiram e a maioria recuou a seus navios. Dos que nadaram, dois conseguiram chegar ao Sindicato. O saldo foi de oito presos, um morto (segundo o Jornal do Brasil) e vários feridos, tratados, então, no hospital da Marinha.
Conflitos entre marinheiros favoráveis à revolta e oficiais contrários alastraram-se pelos navios. Ocorreram insubordinações, sabotagens de componentes das embarcações, disparos e quedas na água. Isso foi registrado no cruzador Tamandaré, no contratorpedeiro Pernambuco, no navio José Bonifácio e no aviso oceânico Bauru. Os marinheiros do porta-aviões Minas Gerais participaram dos eventos no Arsenal de Marinha. Porém, apesar da tensão, os oficiais acreditavam que a maioria dos navios estavam sob seu controle.
Em contraposição ao movimento dos marinheiros, surgiu um movimento de oficiais. Reunidos no Clube Naval, recusavam-se a embarcar nos navios enquanto não houvesse resposta suficiente aos marinheiros. Exigiam também a punição do almirante Aragão.

### Troca do ministro e anistia

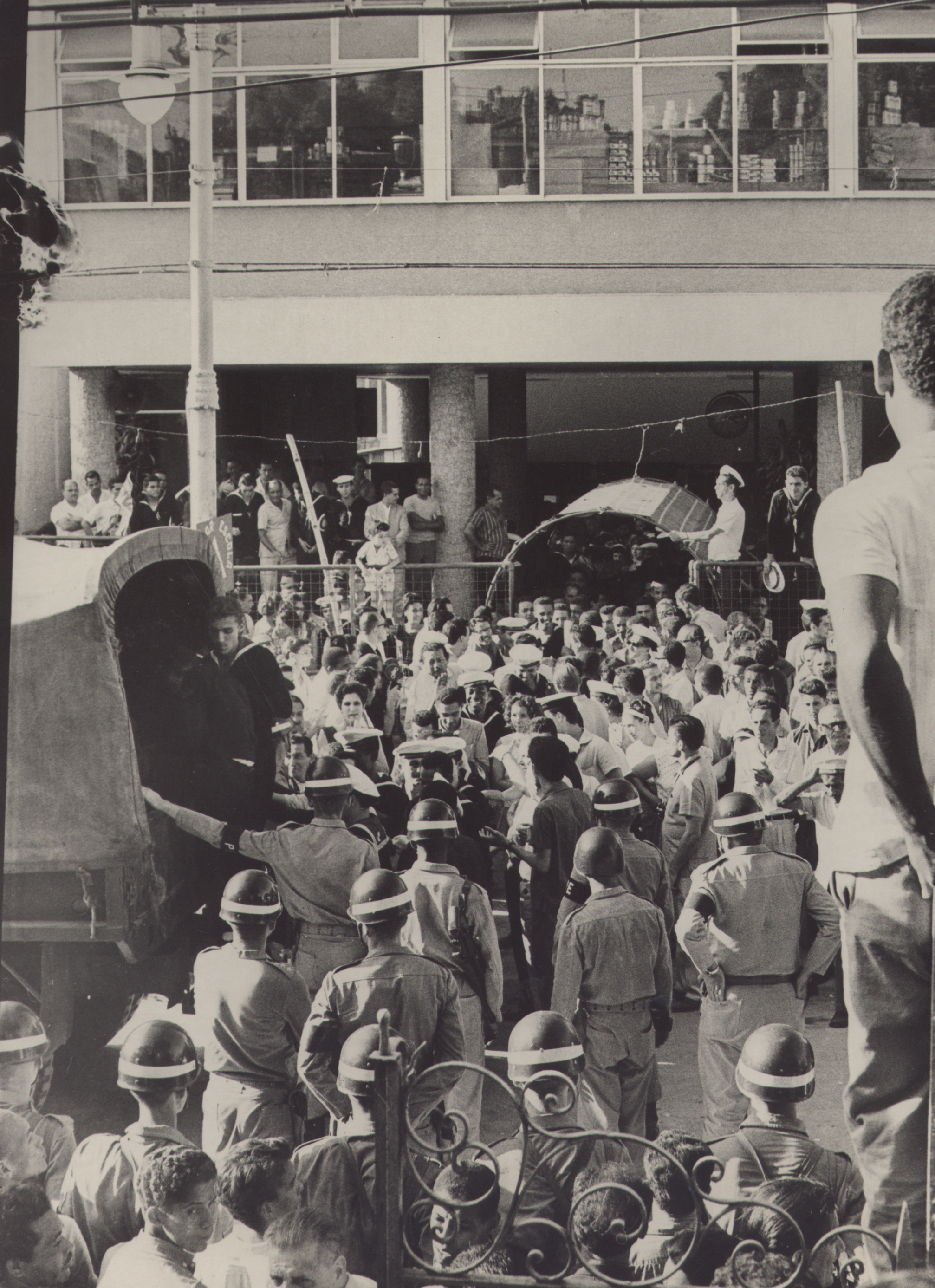
A saída dos marinheiros

O presidente desembarcou no Rio de Janeiro a 1:00 da madrugada do dia 27. Meia hora depois, reuniu-se no Palácio Laranjeiras com os chefes das Casas Civil e Militar e os ministros militares. O general Genaro Bontempo substituía o ministro da Guerra Jair Dantas Ribeiro, que estava internado. O tema era o pedido de exoneração apresentado pelo ministro da Marinha. O Conselho do Almirantado não queria aceitar essa demissão, mas Goulart confirmou-a. A essa hora a AMFNB já havia expressado sua exigência de que fosse nomeado um novo ministro da Marinha.
O sucessor de Sílvio Mota era o almirante Paulo Mário da Cunha Rodrigues, “presidente do Tribunal Marítimo, homem de esquerda e de confiança do CGT”. O Jornal do Brasil relatou que seu nome “foi escolhido de uma listra tríplice apresentada pela Comissão Executiva do CGT”, que atuava com permissão concedida pela AMFNB. Hércules Côrrea, do CGT, confirma que o nome foi apresentado por sua organização. Dante Pelacani, emissário do CGT dentro do Sindicato, relata que o nome de Paulo Mário veio dos marinheiros. Os dois outros nomes da lista eram os almirantes Suzano e José Luiz de Araújo Goyano. Depois de assumir, Paulo Mário nomeou Suzano para o Estado-Maior da Armada e restaurou o comando do almirante Aragão no Corpo de Fuzileiros Navais. Enquanto a negociação prosseguia, no dia 27, o regimento Floriano, do Exército, manteve cercado o Sindicato dos Metalúrgicos.
Goulart queria uma saída negociada. Seus interlocutores eram Darcy Ribeiro, Armando de Moraes Âncora, comandante do Primeiro Exército, e os ministros Abelardo Jurema, da Justiça, Amaury Silva, do Trabalho, e Anísio Botelho, da Aeronáutica. Já o CGT representava os marinheiros junto ao presidente. A solução foi a condução dos marinheiros a instalações do Exército, onde estariam livres de retaliações dos oficiais da Marinha, e sua anistia. Os emissários do CGT conseguiram convencer a maioria dos marinheiros, embora o “cabo Anselmo” ainda estava reticente.
A origem da anistia é uma controvérsia. A historiografia aceita que ela partiu de Goulart. No documento da Marinha “Aspectos dos Acontecimentos Político-Militares de 25 de Março a 1º de Abril de 1964”, sem autoria, consta, porém, que a decisão foi do ministro Paulo Mário, com carta branca do presidente, que até então tinha compromisso com o ministro anterior de punir os revoltosos. Esta versão é corroborada também em depoimento do próprio ministro, segundo o qual conseguiu a permissão para a anistia após argumentar que os almirantes também teriam que ser punidos. Segundo Hugo de Faria, Goulart pensava de fato na anistia, raciocinando que fora concedida aos oficiais envolvidos em rebeliões desde 1922 e seria injusto não aplicá-la também aos praças.

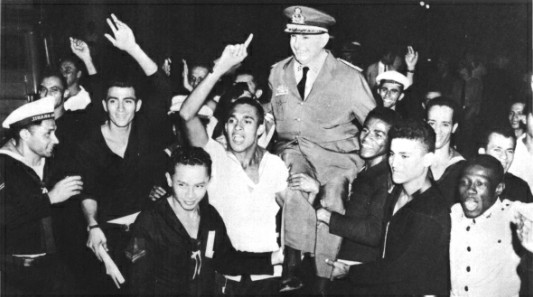
Os anistiados carregam o almirante Suzano

Os marinheiros foram retirados do Sindicato em caminhões do Exército e detidos no Batalhão de Guardas, em São Cristóvão, por três horas. A partir das 17:30 foram liberados. No retorno, alguns pararam na igreja da Candelária. Era Sexta-Feira Santa, e oraram pelos atingidos no Arsenal de Marinha. Como seguiam na direção do Ministério da Marinha, o ministro Paulo Mário enviou os almirantes Aragão e Suzano para orientar os marinheiros a não continuarem. Porém, foram levantados pelos ombros e carregados em meio à euforia. Passaram pelo Ministério da Guerra, assombrando os oficiais do Exército que, em silêncio, assistiram a passeata.

## Consequências

### Repercussões políticas

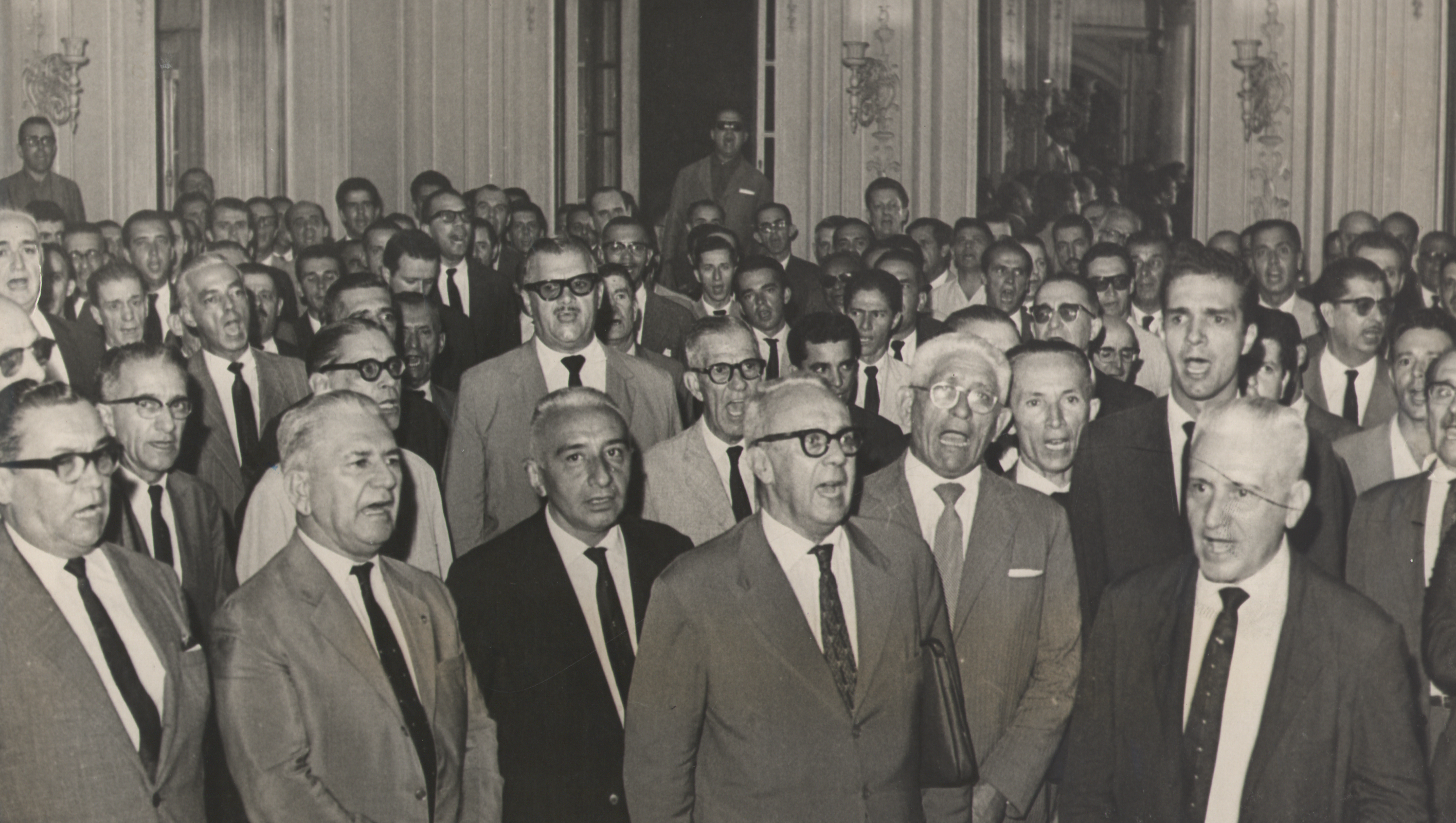
Publicação do manifesto no Clube Naval

Os marinheiros imaginavam-se vitoriosos e já viam no horizonte a concessão de suas reivindicações. Para as esquerdas em geral, poderia haver a aparência de vitória. Mas entre os jornais, a Tribuna da Imprensa e o Correio da Manhã denunciaram a desagregação causada pela indisciplina. Para o Jornal do Brasil, as reivindicações dos marinheiros “podem ser justas”, mas “jamais deverão ser defendidas pelo caminho da sedição e da indisciplina”.
Para o presidente Goulart, o resultado se mostraria negativo, pois o foco do debate político passou das reformas por ele defendidas para a disciplina militar, e sua resposta à revolta foi considerada tolerante com a indisciplina. Na imprensa, a Ultima Hora tratou a solução como a restauração da ordem, mas a Tribuna da Imprensa e o Correio da Manhã criticaram o presidente por não fazer valer o princípio da autoridade. A imprensa em geral apontou Goulart como responsável pela quebra da hierarquia e disciplina. A repercussão foi internacional: na França, La Croix, Le Figaro e France-Soir [fr] viram a revolta como um acontecimento grave. Goulart não recuou e compareceu a uma reunião de praças no Automóvel Clube, na presença dos sindicalistas e marinheiros participantes da revolta.
Detalhe por detalhe, o desfecho ofendia os oficiais e, em especial, humilhava os da Marinha: a escolha de um novo ministro por influência dos sindicalistas, a detenção dos marinheiros em instalações do Exército, não da Marinha, e a passeata provocativa com os almirantes nos ombros. A anistia foi mais ofensiva do que o próprio discurso do “cabo Anselmo”. A Revolta dos Sargentos do ano anterior, por mais grave que fosse, não teve tamanha repercussão, pois seus responsáveis foram punidos.
Os oficiais da Marinha, após assistirem ao desenrolar em silêncio, publicaram no Clube Naval um manifesto no dia 29. O documento denunciou “o golpe aplicado contra a disciplina na Marinha ao admitir-se que minoria insignificante de subalternos imponha demissão do Ministro e autoridades navais e se atreva a indicar substitutos. Em lugar de promover-se a devida punição disciplinar, licenciam-se marinheiros amotinados”. Isto era uma “ameaça a todas as instituições do País”. Por fim, os oficiais declararam-se dispostos a “resistir por todos os meios ao nosso alcance às tentativas de comunização do País.” No dia seguinte, os oficiais do Exército no Clube Militar manifestaram solidariedade à Marinha.

### Alusões históricas
Segundo o colunista Carlos Castelo Branco, nas esquerdas já se comparava o ocorrido a “uma ação dos marujos do Kronstadt em apoio à linha do Soviete de Petrogrado”, isto é, à Revolução Russa de 1917. Ênio Silveira se recorda que, durante a revolta, o clima entre a esquerda era exaltado; alguns “já viam as escadarias de Odessa, do filme do Eisenstein”, eventos da Revolução Russa de 1905. A Tribuna da Imprensa também viu paralelos com a história russa, assim como anticomunistas em geral; com ânimo exaltado, tinham uma visão exagerada do presságio de uma revolução bolchevique. Alguns paralelos podem ser traçados entre as revoltas de marinheiros no Brasil, Rússia e Alemanha, como sua identificação com os trabalhadores civis, assim como o enfrentamento ao golpe de 1973 dentro da Armada do Chile.
Em 1905, o encouraçado Potemkin foi possivelmente o palco da mais simbólica revolta de marinheiros do século. Dias antes da revolta no Brasil, os “fuzinautas” assistiram ao filme de Serguei Eisenstein sobre os eventos de 1905, e assim, o documentário histórico Jango (1984) entremeou trechos do filme com imagens dos eventos no Sindicato dos Metalúrgicos.

### Relação com o golpe

Navio-transporte Ary Parreiras, usado como navio-prisão nos primeiros dias após o golpe

Na Marinha, a tensão continuou após a anistia. Alguns oficiais não permitiram o embarque dos marinheiros em seus navios. Para o governo, os oficiais conservadores da força naval estavam desmoralizados e não seriam uma ameaça. Até o dia 31, a AMFNB manteve os oficiais acuados. Chegaram a controlar o armamento, impedir a partida dos navios e manter contato com os oficiais legalistas. Um grupo extremado de almirantes tramou a captura do Ministério da Marinha, mas foi rechaçado pelos generais conspiradores, para os quais os oficiais da Marinha não controlavam seus navios e nada podiam fazer senão publicar manifestos. Em vez disso, eles aguardavam a ofensiva do general Olímpio Mourão Filho a partir de Minas Gerais.
A precipitação da conspiração contra o presidente passou a ser uma questão de tempo, e em poucos dias emergiu num golpe de Estado. Seus realizadores apontaram de forma unânime, em depoimentos, a desagregação das Forças Armadas, com a quebra da hierarquia e disciplina, como sua motivação. O boletim da 4.ª Divisão de Infantaria do dia 31 de março aponta a revolta como o motivo para sua ofensiva contra o governo. Registros de oficiais da Polícia Militar de Minas Gerais, participante dessa operação, têm a mesma condenação aos eventos na Guanabara. O presidente sentia-se apoiado por legalistas no seu dispositivo militar, mas por mais favoráveis que fossem às suas causas, eles compartilhavam essa preocupação, o que diminuiu sua disposição de combater o golpe. A conquista do campo legalista foi fundamental para a vitória dos conspiradores: segundo eles, se Goulart tivesse demonstrado dureza com a indisciplina, a correlação de forças teria sido favorável à sua permanência no poder. A unidade militar foi momentaneamente reforçada, o que permitiu o golpe de Estado.
Avelino Capitani, um dos diretores que estavam presos durante a revolta, a interpreta como não um antecedente do golpe, mas uma resposta antecipada, pois a Associação já observava o que faziam os golpistas.
Durante o golpe, membros da AMFNB se dispuseram a combater em prol do governo sob o comando do almirante Aragão. Alguns ocuparam sedes de jornais favoráveis ao golpe sob suas ordens. Anselmo e os outros diretores também agiram de sua própria iniciativa, coletando armas e planejando sua atuação militar junto com estudantes da UNE, sindicalistas, as Ligas Camponesas e outros. Esses esforços não alteraram o desenrolar do golpe e nem impediram seu sucesso, mas os militantes da AMFNB foram possivelmente o único segmento dos militares legalistas com uma atuação coordenada nos primeiros dias de abril.

### Punição aos revoltosos

Fuzileiros navais expulsos por sua adesão à revolta

Logo após o golpe o novo regime iniciou uma “limpeza” política. Navios mercantes e de transporte serviram de prisão a centenas de militares e civis. Os participantes da revolta, como centro das atenções dos dias anteriores, foram os primeiros alvos. Para a ditadura isso dava um exemplo aos dissidentes, e para a Marinha, era questão de prestígio. A Força Naval, pela grande politização de suas bases, foi a corporação em que o processo de “limpeza” foi mais forte. Ainda em 2 de abril, oficiais do CENIMAR iniciaram a retaliação. Augusto Rademaker, novo ministro da Marinha, expulsou os membros da AMFNB, e em 23 de novembro ela foi dissolvida.
Os militares punidos podiam ser licenciados ou expulsos, dependendo do que fosse comprovado contra eles. Os que já eram casados e estabilizados, com mais de dez anos de serviço, foram considerados mortos para suas esposas terem direito à remuneração. Os licenciados tiveram uma vida mais fácil, podendo trabalhar normalmente, mas assim como as demais categorias, podiam ser processados na Justiça Militar, entrando na categoria dos condenados. De abril de 1964 a fevereiro de 1965, o Ministério da Marinha baixou treze atos de expulsão e demissão compulsória, atingindo 1.509 praças, incluindo as principais lideranças da AMFNB. O Inquérito Policial Militar para apurar os eventos no Sindicato dos Metalúrgicos teve 1.123 indiciados.  Cerca de 1.200 marinheiros foram expulsos, dos quais cerca de 300 foram, após um processo de dois anos, condenados pela Justiça Militar a dois a quinze anos de reclusão.
Conforme Paulo Novaes Coutinho, “a Marinha falava quando nos expulsou que éramos pederastas, homossexuais, ladrões e não sei o que elementos indisciplinados”. Um ofício do comandante do Tamandaré, o capitão de mar e guerra Orlando Ferreira da Costa, referente a 31 cabos e marinheiros, ilustra o expurgo:

Os marinheiros abaixo relacionados pelas informações de seus encarregados de divisão foram desembarcados no dia 3/4/64 por não inspirarem confiança e serem suspeitos de pela conduta anterior, provocarem atos de sabotagem ou criarem a bordo clima de intranquilidade entre a própria guarnição. A Marinha nada perderia com a sua exclusão sumária, mesmo que nenhum fato concreto, que os enquadre nos códigos ou regulamentos militares, possa ser apontado individualmente

### A vida fora da Marinha

O marinheiro Roque dos Santos Carvalho segue para o exílio, em maio de 1965

Instalada a ditadura militar, os antigos “fuzinautas” estavam sem emprego ou orientação. Seja no Rio de Janeiro ou de volta às suas cidades de origem, muitos fizeram sua vida no setor civil e permaneceram neutros na luta armada das organizações armadas de esquerda contra a ditadura. Mesmo assim, o CENIMAR monitorou essa população.
O passado como “subversivos” ainda podia prejudicá-los na carreira. Um exemplo foi o cabo Raimundo Porfírio Costa: protegido pelo seu comandante, tornou-se vendedor de livros, trabalho que exerceu até dentro de unidades da Marinha, como a Escola Naval e o CIAW. Em 1968, após o AI-5, um documento proibiu a presença dos marinheiros excluídos em 1964 nas unidades da Marinha. Nos anos 70, trabalhou como representante de uma empresa de cartões de crédito, mas foi demitido após ela ser comprada por uma instituição vinculada a generais. Alguns se deram melhor: o marinheiro Darci Rodrigues de Sousa, especializado em eletrônica na Marinha, consertou televisões e depois chegou a ser vice-prefeito de Niterói.
O nível escolar da maioria dos ex-marinheiros e ex-fuzileiros era baixo; na vida civil, alguns ascenderam socialmente pelos estudos. Alguns fixaram-se definitivamente no exterior, aproveitando bolsas oferecidas no bloco socialista ou países social-democráticos. A partida de alguns era referida jocosamente na imprensa. O Jornal do Brasil, noticiando a partida de marinheiros ao exílio em maio de 1964, comentou a ida do marinheiro Lenine e outros sete à Bolívia, “país onde não tinha mar”.

### Luta armada

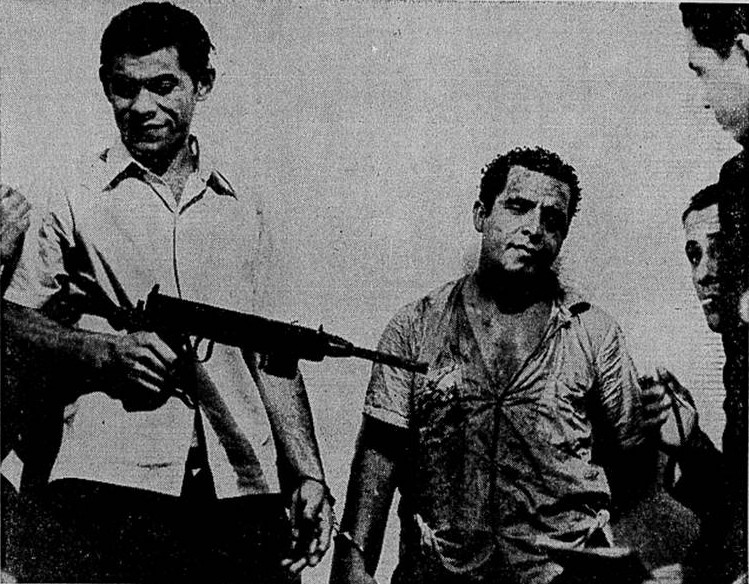
Marinheiro José Duarte dos Santos (esq.), preso na “expropriação” de um banco

Nem todos se conformaram com a posição de derrotados. Os contatos anteriores com a esquerda, e o clima ideológico da época, conduziram suas ambições para a luta armada. Na clandestinidade, entraram numa carreira de organizações guerrilheiras, assaltos a bancos, tiroteios com a polícia e prisões. Os antigos “fuzinautas” tendiam a seguir os ex-diretores da AMFNB, que após o golpe, não se dispersaram, “como que por um compromisso assumido nos tempos da AMFNB”. Os praças excluídos das Forças Armadas, incluindo os marinheiros e fuzileiros navais, eram minoria entre os guerrilheiros, mas contribuíram importantes habilidades aos primeiros movimentos. Em alguns anos, os veteranos de 1964 tornaram-se “conhecidos e respeitados por quase todas as organizações guerrilheiras”.
Inicialmente não havia consenso ideológico, e os líderes ainda não carregavam muita bagagem teórica. Respeitavam o Partido Comunista, mas não concordavam com seu pacifismo. Antônio Geraldo da Costa, o “Neguinho”, era ligado à POLOP desde antes do golpe, e, segundo Antônio Duarte, admirava Stalin. Avelino Capitani não se considerava socialista, mas nacional-trabalhista como Brizola; ainda assim, para ele o importante era derrubar a ditadura. Os ex-marinheiros juntaram-se ao projeto guerrilheiro da POLOP, que foi desbaratado pelo CENIMAR em julho de 1964. Otavino Alves da Silva, integrante da direção da POLOP, associa esse fracasso às denúncias de moradores da zona sul carioca aos estranhos marinheiros que compareciam às reuniões. O evento foi apelidado de “guerrilha de Copacabana” na imprensa.
Nas mãos do CENIMAR e da Delegacia de Ordem Política e Social (DOPS) carioca, esses guerrilheiros tiveram seu primeiro contato com a tortura. Na prisão, encontraram colegas presos na fracassada saída de Anselmo da Embaixada do México, em maio. Anselmo permaneceria preso até 1966, prosseguindo depois para o exílio. Enquanto isso, alguns colegas estudavam técnicas de guerrilha em Cuba, retornando ao Brasil com o grau de “comandante”. Raul do Nascimento, Neguinho e Capitani escaparam da cadeia durante uma de suas conduções à Auditoria da Marinha.

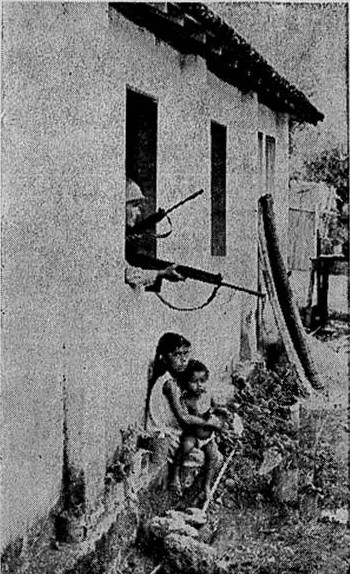
Fuzileiros em Monsuaba, Angra dos Reis, à procura dos guerrilheiros do MAR

Os guerrilheiros da Marinha convergiram no Uruguai, onde, conforme Capitani, houve a “segunda tentativa de reorganização clandestina da Associação”. No Movimento Nacionalista Revolucionário (MNR) organizado a partir do exílio por Leonel Brizola, encontraram uma nova oportunidade de lutar. Em 1966–1967, o MNR planejou três focos de guerrilha, todos com marinheiros e fuzileiros navais em posições de destaque. Um deles foi reprimido (a Guerrilha do Caparaó), levando à prisão de Capitani, e os demais foram desativados.
Presos em vários lugares, cerca de 30 ex-marinheiros foram parar em vários presídios do Complexo Penitenciário Frei Caneca, no Rio de Janeiro. Após vários pedidos à administração, foram concentrados na Penitenciária Lemos Brito, em meio a uma população total de 800 detentos, normalmente prisioneiros comuns, mas também prisioneiros políticos da Revolta dos Sargentos, incluindo seu líder, Antônio Prestes de Paula. Erica Roth trabalhava no serviço social da prisão. Sargentos e marinheiros formaram um grupo coeso, tiveram tempo para leituras e discussões políticas, conquistaram a simpatia da administração e assumiram postos-chave na Penitenciária. Eles fundaram o Movimento de Ação Revolucionária (MAR), ao qual agregaram presos comuns e, fora das grades, um pequeno grupo de dissidentes do PCB.
Em 26 de maio de 1969 o MAR desferiu a “Operação Liberdade”. Os guardas foram dominados e, pela porta da frente da Penitenciária, escaparam seis presos políticos e três comuns. Marcos Antônio era o líder, ajudado por Capitani, que tinha experiência em Cuba e no Caparaó. Os marinheiros fugiram para a Serra do Mar em Angra dos Reis, onde poriam em  prática o foquismo. O grupo externo do MAR continuava “expropriando” bancos; numa dessas operações, em 7 de agosto, o marinheiro José Duarte foi preso. O “foco” na Serra do Mar foi reprimido por uma grande operação dos fuzileiros navais, e o MAR foi neutralizado. Pedro Viegas foi ferido e preso, e os demais migraram para o Partido Comunista Brasileiro Revolucionário (PCBR).
O primeiro ex-marinheiro morto pelos órgãos de repressão foi Marcos Antônio, em janeiro de 1970. Seguiu-se uma série de outras perdas. Houve ainda o caso do grumete Carlos Alberto Maciel Cardoso, justiçado pela Ação Libertadora Nacional (ALN) em 1971 por acusação de colaborar com a repressão, o que os demais marinheiros não acreditaram. Sua frustração e ódio dirigiu-se a um traidor confirmado. José Anselmo dos Santos, após retornar ao Brasil, trabalhou como agente duplo, permitindo a execução de outros militantes no início dos anos 70. De 1970 em diante, os sobreviventes, desiludidos, abandonaram a luta armada.

### Anistia e reintegração
Nos anos 70, a anistia aos crimes políticos imputados pela ditadura estava em debate, e a linha-dura do regime queria limitar sua amplitude, inclusive para os praças das Forças Armadas. Após a promulgação da Lei da Anistia em 1979, alguns revoltosos de 1964 retornaram do exílio, e a notícia foi recebida com euforia. Nas décadas seguintes a causa dos ex-marinheiros e fuzileiros passou a ser a anistia para o grupo. A partir de 1980, muitos conseguiram a anistia jurídica, ou seja, a extinção das punições. Mas a reintegração à força (como reserva remunerada), promoções, indenizações e outros benefícios seriam mais difíceis de obter.
A lei foi inicialmente interpretada pelo Supremo Tribunal Federal como não aplicável aos militares punidos pela legislação comum, excluindo assim os antigos “fuzinautas”. A Marinha argumentava que as punições não decorriam dos Atos Institucionais. As possíveis evidências documentais do caráter político do expurgo estavam em posse da própria Marinha. Para representar o segmento, em 1983 foi criada a União dos Militares Não-Anistiados (UMNA), composta de antigos membros da AMFNB e cabos da Força Aérea Brasileira. Esta entidade descrevia-se como apartidária, pois nem todos os seus integrantes identificavam-se com a esquerda. De 1983 a 1988, a divergência interna foi sobre qual estratégia a seguir, focando na Justiça ou no Congresso. No mesmo período, a história negativa do “Cabo Anselmo” aparecia na imprensa, mas não é possível determinar o quanto ela influenciou a questão da anistia.
Em 1985 o Congresso votou a Emenda Constitucional 26, ampliando os efeitos da lei de 1979. Os beneficiados teriam direito a reparações financeiras e à entrada na reserva com promoções, mas só por punições em Atos Institucionais, Complementares ou de Exceção. Os integrantes da UMNA já tinham mais evidências a seu favor, mas ainda eram barrados na Justiça, e portanto, queriam uma lei clara. A discussão retornou na Assembleia Nacional Constituinte de 1987. As Forças Armadas consideravam a anistia uma questão encerrada, e argumentavam que sua expansão prejudicaria a disciplina e sobrecarregaria o Tesouro Nacional. Na questão das promoções, o ministro da Marinha Henrique Saboia lembrou que “a cada 10 capitães de mar e guerra, um vai a contra-almirante, nove saem; no Exército, a proporção é de 50, 49 saem”. Segundo Paulo Novaes Coutinho, nessa disputa por um orçamento finito, os oficiais e sargentos aceitaram as ofertas da Marinha e não foram solidários aos cabos e marinheiros. Na Constituinte, a UMNA trabalhou à parte do lobby dos oficiais, sargentos e civis cassados.
Nas galerias do Congresso, cerca de 300 marinheiros vaiaram quando a Comissão de Sistematização rejeitou uma emenda favorável a eles. Alguns chegaram a descer ao plenário, onde tentaram agredir os senadores Mário Covas e Jarbas Passarinho. As Forças Armadas tinham seu próprio lobby; segundo Fernando Henrique Cardoso, “meia hora depois que estiver aprovada a ampliação da anistia os urutus estarão nas ruas do Brasil”. A legislação resultante, o artigo 8.° do Ato das Disposições Constitucionais Transitórias (ADCT), não mencionava diretamente os marinheiros, mas a partir de 1989 eles conseguiram vitórias na Justiça, como a transferência à reserva remunerada. Mais de cem foram promovidos, alcançando, em sua maioria, as graduações de primeiro-sargento e suboficial. Como os regulamentos de 1964 possibilitavam a promoção até capitão de mar e guerra, eles continuaram a pressão. Os honorários advocatícios consumiram parte da renda desse grupo.
A razão social da UMNA passou a ser a “Unidade de Mobilização Nacional pela Anistia”, e ela admitiu a participação de civis. O Projeto de Emenda Constitucional 188/1994 acrescentou ao artigo 8.° do ADCT uma menção explícita aos cabos, marinheiros e soldados fuzileiros navais, que “serão promovidos, de acordo com seus paradigmas, até a graduação máxima prevista para seu círculo”. A lei 10.559, de 6 de novembro de 2002, foi uma vitória adicional, regulando as indenizações pagas pelo Ministério da Defesa.
Em condições específicas, alguns anistiados chegaram ao oficialato. Por exemplo, o cabo Raimundo Porfírio da Costa foi promovido por via judicial a primeiro-sargento em 1989, em 2007 era suboficial, e em 2009, capitão de mar e guerra. As promoções dependiam da demora do processo de anistia, idade, tempo de serviço e expectativa de progresso da carreira interrompida. Segundo Dílson da Silva, “se eles tivessem dado a promoção de terceiro-sargento para cada um em 1979, todo mundo estaria feliz da vida”. Em 2011 a UMNA mantinha cerca de 350 associados, dos quais cerca de 200 eram contribuintes regulares.

### Legado na Marinha
Na ditadura, a Marinha tentou evitar uma nova crise aumentando os soldos e melhorando as condições de vida de seus subalternos. Nesse sentido, houve um atendimento a pautas da AMFNB. Em 1968 foi criada a Diretoria de Assistência Social, que se tornou o Serviço de Assistência Social (SASM) em 1977. A Casa do Marinheiro, no Rio de Janeiro, oferece opções de lazer. Os direitos ao matrimônio e ao voto por cabos, marinheiros e soldados, reivindicados pela AMFNB, foram garantidos no Estatuto dos Militares de 1980 (matrimônio) e na Constituição de 1988 (voto). Por outro lado, o Regulamento Disciplinar de 1983 é pouco diferente do de 1955. Em retrospecto, Anderson da Silva Almeida, que foi marinheiro no início do século XXI e depois pesquisador da revolta, avaliou que a Marinha não é a mesma de 1964, com mudanças significativas na alimentação, lazer, saúde e cidadania de seus praças.
O livro Os fuzileiros navais na história do Brasil (2008), assinado por uma pesquisadora civil mas representativo do ponto de vista institucional da Marinha, descreve brevemente os eventos no Sindicato dos Metalúrgicos, no capítulo referente à “Revolução de 64”. A AMFNB é descrita como “já considerada proscrita pela Marinha”. Sua permanência no Sindicato é chamada de “manifestação”. O indulto presidencial, por fim, é apresentado como uma “consagração da indisciplina feita pelo governo”.

## Historiografia
Na memória dos militares, a revolta é lembrada como a profanação de seus valores pelo presidente, enfatizando a “baderna e indisciplina”, a fraqueza do governo e a ligação aos comunistas. O jornalista Elio Gaspari e o historiador Thomas Skidmore estão próximos desse entendimento. Alguns autores abordam somente a indisciplina, mas Skidmore também descreve as demandas sociais dos marinheiros. Entre as esquerdas, há visões retrospectivas de que a revolta foi um erro, uma provocação e um atentado à disciplina. Há, à esquerda, uma interpretação da revolta, e especialmente, de Anselmo, como uma desestabilização do governo de Goulart, dando pouca atenção à AMFNB. Seus expoentes são Edgard Carone, Moniz Bandeira, Marcos Aurélio Borba, Edmar Morel, Hélio Silva, Boris Fausto e Dênis de Moraes. Outra versão, representada pelos cientistas políticos Caio Navarro de Toledo e Alfred Stepan e os historiadores Jacob Gorender e Nelson Werneck Sodré, trata cuidadosamente da revolta, distingue Anselmo da AMFNB e escreve pouco sobre a Associação.

### Acusações sobre agentes provocadores
A interpretação da revolta como uma desestabilização culpa Anselmo e põe crédito no depoimento do oficial naval Ivo Acioly Corseuil, chefe do Serviço Federal de Informações e Contrainformação (SFICI) no governo Goulart. Em depoimento a Moniz Bandeira, publicado em 1977 no livro O governo João Goulart: as lutas sociais no Brasil (1961-1964), ele afirmou que Anselmo era um agente da Central Intelligence Agency (CIA) infiltrado no movimento dos marinheiros para criar um pretexto para um golpe de direita. O livro acrescenta que o trabalho como agente duplo durante a ditadura é evidência de trabalho antes do golpe, e a CIA estava ligada ao CENIMAR e à Polícia Militar do governador oposicionista Carlos Lacerda, que infiltrava agentes, com uniforme de marinheiro, para realizarem badernas. Anselmo é também citado como agente infiltrado da Marinha.
Nessa linha de raciocínio, a “a história já provou que havia agentes infiltrados entre os marinheiros”, e assim, “o movimento da Associação de Marinheiros e Fuzileiros Navais do Brasil foi, posteriormente, bastante desacreditado e visto como uma ‘página negra’ da história do Brasil, de acordo com a memória imediata dos acontecimentos”. Essa versão prevaleceu no início do século XXI, mas em 2022, a Rede Brasil Atual já descrevia como predominante o entendimento de que Anselmo só colaborou nos anos 70.
Para uma “nova leva de estudos”, o movimento dos subalternos militares foi “envilecido”, “interpretado enviesadamente como tramado pela CIA, sem que houvesse tido uma investigação mais aprofundada”, “maculando, por assim dizer, todo o movimento da AMFB por associação a Anselmo, sem comprovação de o mesmo ser já naquela época agente infiltrado”. Segundo autores contrários a essa interpretação, não há comprovação para as acusações de Corseuil e essa versão desconsidera as atividades de Anselmo, dos demais marinheiros e da esquerda; usa os marinheiros, especialmente Anselmo, como bode expiatório para o golpe; segrega-os da esquerda e da sociedade; trata a revolta como resultado da interferência externa, desconsidera as reivindicações do movimento e reproduz o desprezo dos oficiais à capacidade de ação autônoma de seus subordinados. Outra fonte, sem tomar partido, salienta que o discurso de Anselmo no Sindicato dos Metalúrgicos teve repercussão por estar em sintonia com o que queriam os marinheiros e militantes de esquerda.
Ex-dirigentes da AMFNB rejeitam a acusação. 23 de seus integrantes, em depoimentos ao pesquisador Flávio Luís Rodrigues, não aceitaram que Anselmo fosse um agente policial antes de 1964. Nas memórias de participantes do movimento, Pedro Viegas, Antônio Duarte dos Santos e Raimundo Porfírio da Costa insistem que um infiltrado não poderia ter sido a causa da revolta.

### Nome
Há confusão quanto à designação do episódio. Militares usam os termos revolta, rebelião, revolução, motim, greve e assembleia. Outros títulos são baderna, levante, insurreição e sublevação. Historiadores e marinheiros participantes preferem revolta. Anderson da Silva Almeida discutiu os nomes rebelião, revolta e motim, preferindo rebelião para o ocorrido no Sindicato dos Metalúrgicos, e motim, para nos navios. Os dois últimos constavam na legislação militar, motim como forma de desobediência e revolta, envolvendo armas.

### Citações
1. ↑  Castro 2022, pp. 216-218.
2. ↑  Almeida 2010, pp. 27-28.
3. ↑  Rodrigues 2017, p. 7.
4. 1 2 3 4  Almeida 2010, p. 31.
5. ↑  Silva 2011, p. 91.
6. ↑  Almeida 2010, p. 29.
7. 1 2  Castro 2022, p. 217.
8. ↑  Almeida 2010, p. 30.
9. ↑  Medina 2008, p. 77.
10. ↑  Almeida 2010, p. 28.
11. 1 2  Medina 2008, p. 51.
12. ↑  Parucker 2006, p. 178.
13. 1 2  Almeida 2010, pp. 31-32.
14. ↑  Castro 2022, p. 222.
15. ↑  Almeida 2010, pp. 38-39.
16. ↑  Castro 2022, pp. 221-222.
17. ↑  Parucker 2006, pp. 76-78.
18. ↑  Castro 2022, p. 224.
19. ↑  Castro 2017, p. 137.
20. ↑  Medina 2008, p. 58.
21. ↑  Parucker 2006, p. 55.
22. ↑  Carvalho 2013, p. 163.
23. 1 2  Castro 2022, p. 234.
24. 1 2  Medina 2008, pp. 51-52.
25. ↑  Gandra, Castro & Silva 2014, p. 135.
26. ↑  Castro 2022, pp. 138-139.
27. ↑  Castro 2022, p. 235.
28. 1 2 3  Almeida 2010, p. 36.
29. ↑  Castro 2022, p. 230.
30. ↑  Castro 2022, p. 286.
31. ↑  Castro 2017, pp. 136-138.
32. ↑  Rodrigues 2017, pp. 29-30.
33. ↑  Rodrigues 2017, pp. 89-90.
34. ↑  Castro 2022, p. 292.
35. ↑  Rodrigues 2017, p. 76.
36. ↑  Abreu & Souza 2013, p. 65.
37. ↑  Medina 2008, p. 49.
38. ↑  Castro 2017, p. 139.
39. ↑  Castro 2022, pp. 225-226.
40. ↑  Almeida 2010, p. 41.
41. ↑  Almeida 2010, pp. 40-41.
42. ↑  Rodrigues 2017, pp. 78-81.
43. ↑  Extra, 10 de dezembro de 2010.
44. ↑  Castro 2022, p. 294.
45. ↑  Castro 2022, p. 25.
46. ↑  Castro 2022, p. 227.
47. ↑  Almeida 2010, pp. 32-34.
48. ↑  Rodrigues 2017, p. 78.
49. ↑  Parucker 2006, pp. 90-91.
50. ↑  Almeida 2010, pp. 34-36.
51. 1 2  Almeida 2010, p. 42.
52. ↑  Castro 2022, p. 293.
53. ↑  Rodrigues 2017, p. 77.
54. 1 2 3  Belém 2014.
55. ↑  Almeida 2010, p. 44.
56. ↑  Castro 2022, p. 229.
57. ↑  Almeida 2010, pp. 42-44.
58. ↑  Rodrigues 2017, pp. 69-75.
59. 1 2  Faria 2013, p. 160.
60. ↑  Rodrigues 2017, p. 87.
61. ↑  Almeida 2010, p. 46.
62. ↑  Rodrigues 2017, p. 75.
63. ↑  Rodrigues 2017, pp. 69-70.
64. ↑  Rodrigues 2017, pp. 70-75.
65. 1 2  Gandra, Castro & Silva 2014, p. 143.
66. 1 2  Almeida 2010, pp. 50-51.
67. ↑  Gandra, Castro & Silva 2014, pp. 140-141.
68. ↑  Castro 2022, p. 239.
69. ↑  Castro 2022, pp. 236-237.
70. ↑  Rodrigues 2017, pp. 88-89.
71. ↑  Almeida 2010, pp. 46-47.
72. ↑  Gandra, Castro & Silva 2014, p. 140.
73. ↑  Rodrigues 2017, p. 33.
74. ↑  Castro 2022, p. 237.
75. ↑  Rodrigues 2017, p. 34.
76. 1 2  Gandra, Castro & Silva 2014, p. 145.
77. 1 2  Castro 2017, p. 140.
78. ↑  Almeida 2010, pp. 52-54.
79. 1 2  Almeida 2010, p. 45.
80. ↑  Almeida 2010, p. 49.
81. ↑  Almeida 2010, p. 54.
82. ↑  Almeida 2017, p. 116.
83. ↑  Almeida 2010, pp. 56-59.
84. ↑  Rodrigues 2017, p. 15.
85. ↑  Almeida 2010, p. 58.
86. ↑  Rodrigues 2017, pp. 79, 82.
87. ↑  Silva 2011, pp. 101-102.
88. 1 2 3  Rodrigues 2017, p. 90.
89. 1 2  Almeida 2010, pp. 62-63.
90. ↑  Almeida 2010, pp. 52-55.
91. 1 2 3  Ultima Hora, 27 de março de 1964.
92. ↑  Almeida 2010, p. 59.
93. 1 2 3 4 5  Villa 2014.
94. ↑  Almeida 2010, pp. 59-62.
95. ↑  Rodrigues 2017, p. 92.
96. 1 2 3  Miranda 2018, p. 153.
97. ↑  Rodrigues 2017, pp. 33-34.
98. ↑  Almeida 2010, p. 60.
99. ↑  Rodrigues 2017, pp. 34 e 90.
100. ↑  Almeida 2010, pp. 63-65.
101. ↑  Almeida 2011, p. 71.
102. ↑  Moraes 2011, p. 105.
103. ↑  Castro 2022, pp. 90-91.
104. ↑  Medina 2008, pp. 96-98.
105. 1 2 3  Almeida 2010, pp. 63-64.
106. 1 2  Moraes 2011, p. 106.
107. ↑  Mendes 2008, p. 97.
108. ↑  Mendes 2008, p. 72.
109. 1 2 3  Almeida 2010, pp. 65-67.
110. 1 2 3  Mendonça 2008, pp. 29-38.
111. 1 2 3 4 5 6 7 8 9 10 11  Ferreira & Gomes 2014, cap. 20.
112. ↑  Almeida 2010, p. 67.
113. 1 2  Almeida 2010, p. 138.
114. 1 2 3  Almeida 2010, pp. 67-68.
115. ↑  Almeida 2010, p. 20.
116. 1 2  Almeida 2010, p. 70.
117. 1 2  Almeida 2010, pp. 69-70.
118. ↑  Rodrigues 2017, pp. 34-36.
119. ↑  Almeida 2010, p. 66.
120. ↑  Moraes 2011, pp. 105-110.
121. 1 2 3 4  Correio da Manhã, 27 de março de 1964.
122. ↑  Almeida 2010, p. 68.
123. ↑  Rodrigues 2017, p. 36.
124. ↑  Almeida 2010, pp. 68-69.
125. 1 2  Dulles 2014, p. 274.
126. 1 2  Almeida 2010, p. 69.
127. ↑  Zimmermann 2013, pp. 32, 89.
128. 1 2 3  Rodrigues 2017, pp. 93-95.
129. 1 2 3  Almeida 2010, p. 71.
130. ↑  Dulles 2014, p. 276.
131. ↑  Almeida 2010, pp. 72-73.
132. ↑  Rodrigues 2017, pp. 93-94.
133. ↑  Dulles 2014, pp. 276-277.
134. ↑  Dulles 2014, pp. 275-276.
135. ↑  Jornal do Brasil, 28 de março de 1964.
136. 1 2  Dulles 2014, p. 277.
137. 1 2  Almeida 2010, p. 73.
138. ↑  Rodrigues 2017, p. 96.
139. ↑  Moraes 2011, pp. 111-112.
140. 1 2  Almeida 2010, p. 74.
141. ↑  Moraes 2011, p. 115.
142. 1 2  Miranda 2018, pp. 153-156.
143. ↑  Castro 2022, p. 248.
144. 1 2  Almeida 2010, p. 75.
145. ↑  Miranda 2018, p. 158.
146. ↑  Gaspari 2014.
147. ↑  Silva 2014, p. 164.
148. 1 2  Almeida 2010, pp. 74-76.
149. ↑  Atassio 2007, pp. 75-77.
150. ↑  Moraes 2011, pp. 107 e 113.
151. ↑  Miranda 2018, pp. 153-154.
152. ↑  Silva 2014, p. 166.
153. ↑  Castro 2022, pp. 290-291.
154. ↑  Castro 2022, p. 80.
155. ↑  Barroso 2020, p. 8.
156. ↑  Rodrigues 2017, p. 97.
157. ↑  Miranda 2018, p. 157.
158. ↑  Almeida 2017, p. 146.
159. ↑  Dulles 2014, p. 281.
160. 1 2  Silva 2014, pp. 164-167.
161. ↑  Miranda 2018, pp. 158-159.
162. ↑  Miranda 2018, pp. 156-158.
163. ↑  Atassio 2007, p. 9.
164. ↑  Rodrigues 2017, p. 98.
165. ↑  Almeida 2010, pp. 79-80.
166. ↑  Almeida 2017, pp. 144-147.
167. ↑  Rodrigues 2017, pp. 99-102.
168. ↑  Castro 2022, pp. 294-295.
169. 1 2  Almeida 2010, pp. 81-83.
170. ↑  Castro 2022, p. 250.
171. ↑  Rodrigues 2017, p. 107.
172. ↑  Rodrigues 2017, p. 104.
173. ↑  Almeida 2010, p. 185.
174. ↑  Castro 2022, pp. 298-299.
175. ↑  Rodrigues 2017, pp. 102-109.
176. ↑  Rodrigues 2017, pp. 16-17.
177. ↑  Silva 2011, p. 112.
178. ↑  Castro 2022, pp. 299-300.
179. ↑  Rodrigues 2017, p. 9.
180. ↑  Almeida 2010, pp. 144-145.
181. ↑  Castro 2022, p. 251-252.
182. ↑  Almeida 2010, pp. 146-148.
183. ↑  Almeida 2010, pp. 154-157.
184. ↑  Almeida 2010, p. 158.
185. ↑  Almeida 2010, p. 94.
186. ↑  Almeida 2010, pp. 87-88.
187. 1 2 3 4  Quinto 2018.
188. ↑  Rodrigues 2017, p. 137.
189. ↑  Parucker 2006, pp. 201-202.
190. ↑  Rodrigues 2017, p. 355.
191. ↑  Rodrigues 2017, p. 112.
192. ↑  Rodrigues 2017, p. 121.
193. ↑  Rodrigues 2017, p. 115.
194. ↑  Rodrigues 2017, p. 119.
195. ↑  Rodrigues 2017, p. 113.
196. ↑  Almeida 2010, pp. 88-91.
197. ↑  Almeida 2010, pp. 91-92.
198. ↑  Almeida 2010, pp. 94-95.
199. ↑  Rodrigues 2017, pp. 127-128.
200. ↑  Almeida 2010, pp. 95-96.
201. ↑  Rodrigues 2017, p. 133.
202. ↑  Almeida 2010, pp. 98-104.
203. ↑  Almeida 2010, pp. 106-108.
204. ↑  Rodrigues 2017, p. 171.
205. ↑  Almeida 2010, pp. 106, 109.
206. ↑  Rodrigues 2017, p. 21.
207. ↑  Almeida 2010, p. 111.
208. ↑  Almeida 2010, pp. 114-115.
209. ↑  Rodrigues 2017, pp. 21-22.
210. ↑  Almeida 2010, p. 119.
211. ↑  Almeida 2010, pp. 132-134.
212. ↑  Almeida 2010, pp. 26-27, 87, 119, 137-138.
213. ↑  Almeida 2010, p. 162.
214. ↑  Silva 2011, pp. 74-77.
215. ↑  Almeida 2010, pp. 163-165.
216. ↑  Almeida 2010, p. 184.
217. ↑  Abreu & Souza 2013, p. 68.
218. ↑  Almeida 2010, pp. 185-186.
219. ↑  Silva 2011, p. 93.
220. ↑  Silva 2011, pp. 95-99.
221. ↑  Almeida 2010, p. 186.
222. ↑  Almeida 2010, pp. 191-193.
223. ↑  Silva 2011, p. 119.
224. ↑  Silva 2011, p. 124.
225. ↑  Silva 2011, pp. 118-119.
226. ↑  Silva 2011, p. 120.
227. ↑  Almeida 2010, p. 194.
228. ↑  Silva 2011, p. 123.
229. ↑  Almeida 2010, pp. 197-198.
230. ↑  Silva 2011, p. 113.
231. ↑  Silva 2011, pp. 127-130.
232. ↑  Silva 2011, p. 128.
233. ↑  Almeida 2010, p. 199.
234. ↑  Silva 2011, p. 105.
235. ↑  Silva 2011, p. 60.
236. ↑  Rolim 2009, pp. 193-194.
237. 1 2  Silva 2011, p. 151.
238. ↑  Almeida 2010, pp. 207-208.
239. ↑  Almeida 2010, pp. 207, 209.
240. ↑  Almeida 2017, p. 46.
241. ↑  Bielinski 2008, p. 110.
242. ↑  Atassio 2007, pp. 82-83.
243. 1 2 3  Mendes 2010, pp. 16-17.
244. ↑  Gandra, Castro & Silva 2014, pp. 141-142.
245. ↑  Moraes 2011, pp. 105-111.
246. ↑  Bandeira 1978, pp. 169-170.
247. 1 2  Almeida 2010, pp. 42-43.
248. ↑  Almeida 2011, p. 72.
249. ↑  Almeida 2010, p. 211.
250. 1 2  Silva 2014, p. 154.
251. ↑  RBA, 16 de março de 2022.
252. ↑  Silva 2014, p. 155.
253. ↑  Rodrigues 2017, pp. 37-38.
254. ↑  Medina 2008, p. 50.
255. ↑  Almeida 2010, pp. 137-139.
256. ↑  Faria 2013, p. 160-161.
257. ↑  Mendes 2010, p. 14.